# Águas jurisdicionais brasileiras

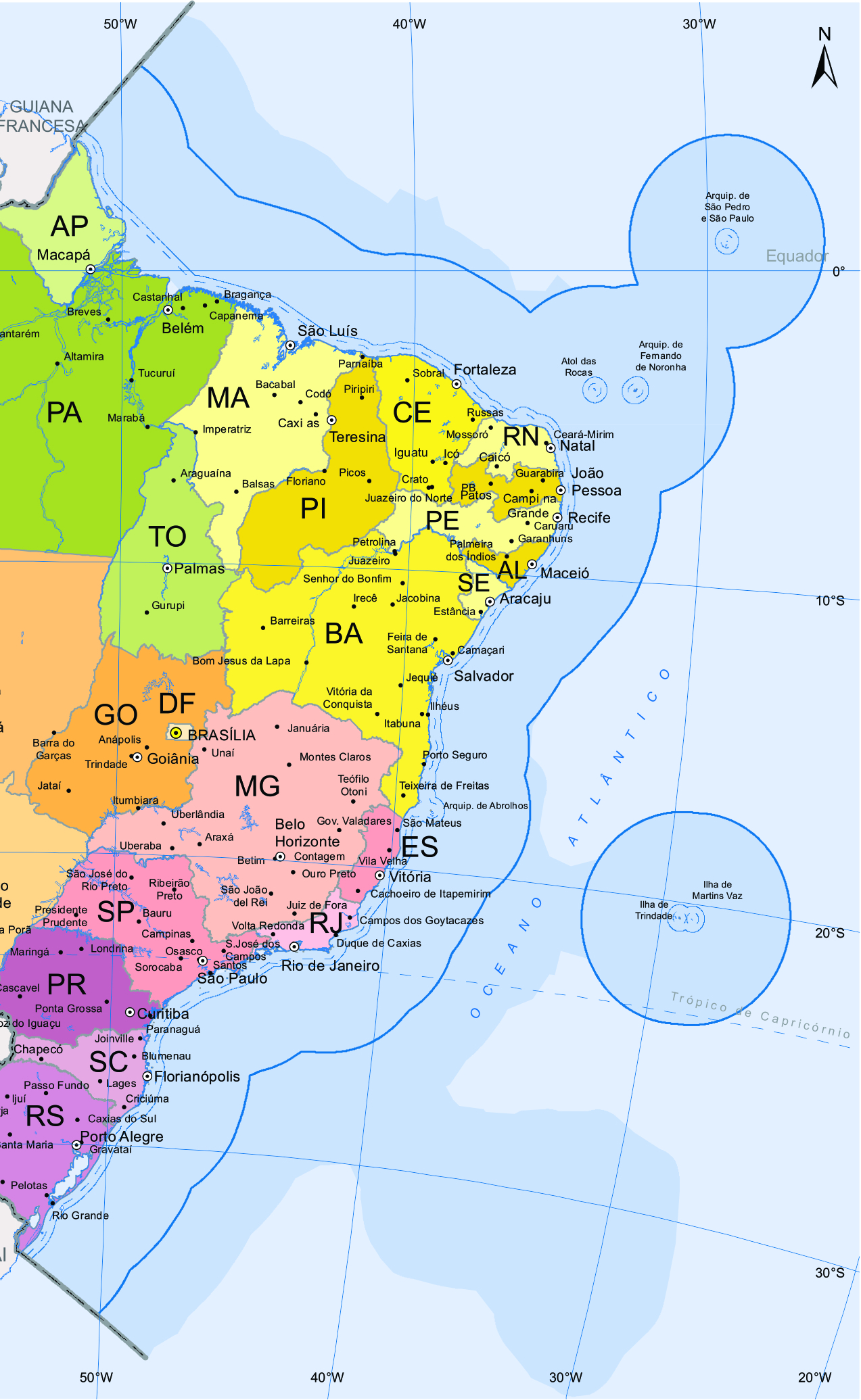
Mapa do Brasil no Atlas Geográfico Escolar de 2024, incluindo o mar territorial (linha tracejada), ZEE (linha azul-escura) e a plataforma continental estendida (azul de cor diferente, sem fronteira marcada)

As águas juridiscionais brasileiras (AJB) são os espaços fluviais e marítimos sobre os quais o Brasil exerce algum grau de jurisdição sobre as atividades, pessoas, instalações e recursos naturais. Elas abrangem as águas interiores, mar territorial, zona contígua e zona econômica exclusiva (ZEE), numa faixa de até 200 milhas náuticas (370 quilômetros) das linhas de base no litoral, e mais as águas sobrejacentes à plataforma continental estendida, onde a jurisdição brasileira é controversa, pois a coluna d'água sobre esse trecho de leito marinho está em alto-mar. A plataforma continental brasileira está sob regime jurídico distinto das suas águas sobrejacentes. A Marinha do Brasil engloba a plataforma e as águas no seu conceito menos formal de "Amazônia Azul".
A área total reivindicada é de 5 669 852,41 km² (67% do território nacional), dos quais 2 094 656,59 km² estão sobre a plataforma estendida. Este zoneamento marítimo segue a Convenção das Nações Unidas sobre o Direito do Mar (CNUDM). De 1970 até sua entrada em vigor em 1994, o Brasil reivindicava um mar territorial até as 200 milhas náuticas do litoral, em vez das atuais 12, mas permanece com direito aos recursos naturais de toda essa área através da ZEE. Seu litoral é o maior do Oceano Atlântico Sul, mas apenas três arquipélagos contribuem à sua ZEE: Fernando de Noronha, Trindade e Martim Vaz e São Pedro e São Paulo.
O ecossistema marinho brasileiro é hidrográfica e topograficamente complexo, com elevados níveis de endemismo e potencial econômico para a biotecnologia. As duas correntes dominantes, do Brasil e das Guianas, têm águas quentes e oligotróficas, com biomassas relativamente pequenas de cada espécie, o que limita seu potencial pesqueiro. No inverno as águas frias da corrente das Malvinas podem chegar até o paralelo 24° S e frentes frias e ciclones extratropicais agitam os mares. O vento, ondas, marés e gradientes térmicos e osmóticos oferecem potenciais intocados de geração de energia renovável. 26,4% da ZEE estava sob unidades de conservação em 2021, a maior parte nos arquipélagos remotos de São Pedro e São Paulo e Trindade e Martim Vaz. Ambos são povoados somente por militares e pesquisadores — um dos motivos dos programas científicos marinhos promovidos pelo governo.
A maior parte do comércio internacional brasileiro passa pelo mar, mas a Marinha Mercante Brasileira e os navios construídos pela indústria naval têm participação mínima. A navegação de cabotagem tem importância modesta no comércio interno e atende principalmente ao setor de petróleo e gás natural. Não há contagem oficial da economia do mar brasileira; ela foi estimada em 2,67% do Produto Interno Bruto (PIB) diretamente ligado ao mar em 2015, a maior parte no setor de serviços, que é dominado pelo turismo. Os encargos de guarda costeira são atribuídos à Marinha. 

## Definição

### Direito internacional

Diagrama das zonas marítimas definidas pela CNUDM

A regulação brasileira dos espaços marítimos segue a Convenção das Nações Unidas sobre o Direito do Mar (CNUDM), codificação do direito marítimo internacional que entrou em vigor em 1994. A normatização das disputas entre os Estados pelo domínio dos mares tem séculos de história e começou a ser unificada mundialmente com a primeira CNUDM, em 1958. 168 Estados ratificavam a III Convenção em 2022. O acordo divide o espaço marítimo adjacente aos Estados costeiros em várias zonas: o mar territorial, a zona contígua, a zona econômica exclusiva e a plataforma continental. As distâncias são medidas em milhas marítimas, ou milhas náuticas, a partir de linhas de base no litoral. As linhas de base podem ser linhas normais, acompanhando a linha de baixo-mar conforme as cartas náuticas, ou linhas retas onde o litoral for muito recortado ou entremeado de ilhas.
No mar territorial, até 12 milhas náuticas (22,2 quilômetros) das linhas de base, a soberania do Estado costeiro estende-se até as águas, o espaço aéreo sobrejacente, o leito e o subsolo do mar. Nas demais zonas marítimas, esses espaços físicos são tratados separadamente. Na zona contígua, das 12 a 24 milhas das linhas de base, o Estado costeiro não tem soberania plena, mas pode tomar medidas de fiscalização para evitar ou reprimir infrações no seu território ou mar territorial. Esta zona faz parte da ZEE, que se estende por 188 milhas, do limite do mar territorial até as 200 milhas náuticas (370 quilômetros) das linhas de base. Nesta faixa o Estado costeiro tem jurisdição sobre a exploração, conservação e gestão dos recursos naturais das águas, solo e subsolo marinhos. O alto mar inicia-se após a ZEE.
A plataforma continental na definição jurídica é distinta da plataforma continental geológica e consiste num espaço de leito e subsolo marinho, sem incluir a massa líquida sobrejacente, onde o Estado costeiro tem direitos de soberania sobre os recursos naturais. Ela estende até o "bordo exterior da margem continental, ou até uma distância de 200 milhas marítimas das linhas de base", conforme a CNUDM. Quando a margem continental estiver além das 200 milhas, o Estado costeiro pode propor uma plataforma continental estendida à Comissão de Limites da Plataforma Continental (CLPC), organismo internacional instituído pela CNUDM.

### Direito brasileiro

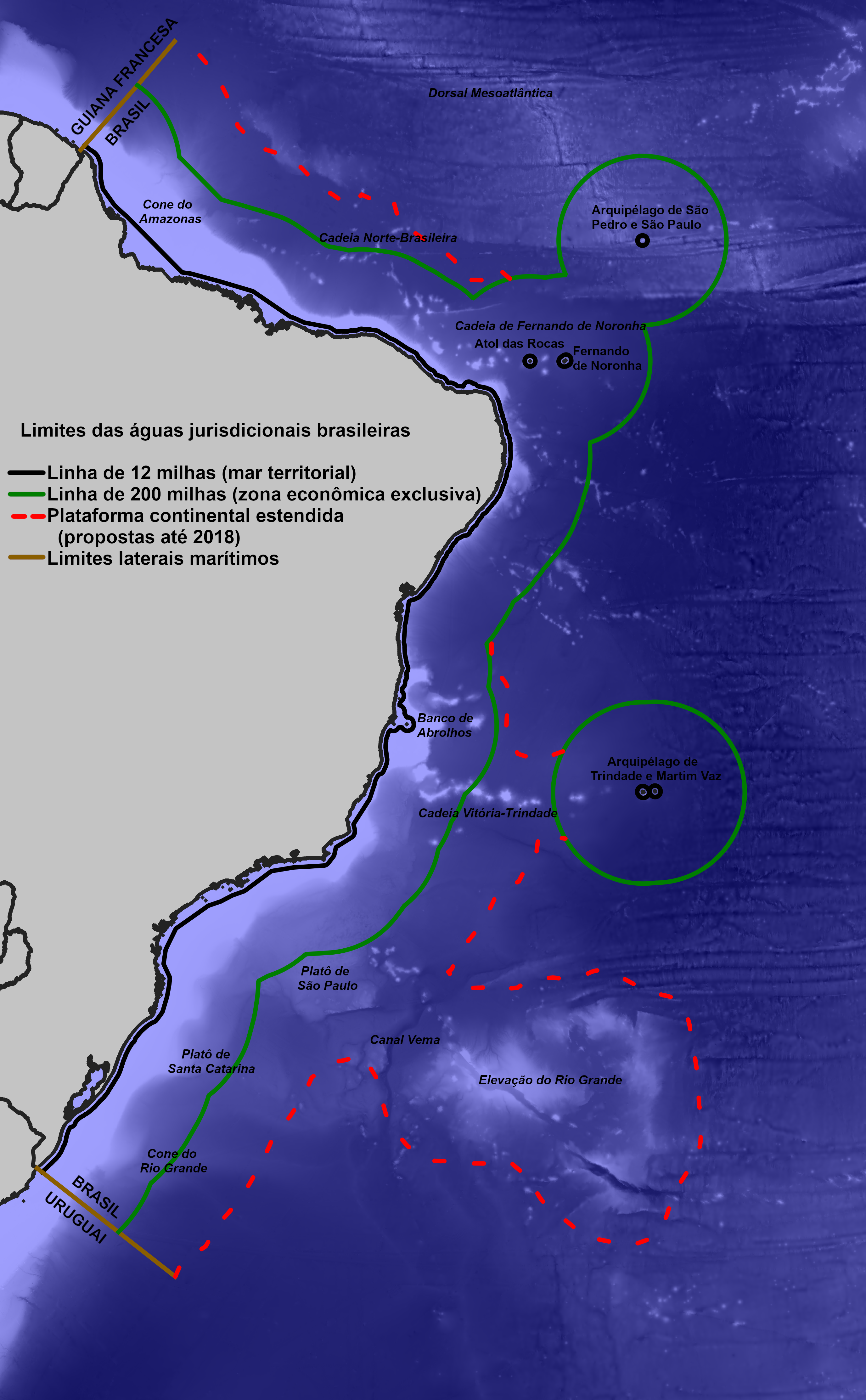
Zonas marítimas das águas jurisdicionais

A expressão "águas jurisdicionais brasileiras" (AJB) existe na legislação brasileira no mínimo desde 1941, embora as expressões "águas brasileiras", "águas do mar territorial" ou "águas territoriais" fossem mais comuns. O mar territorial é definido desde pelo menos 1850, um regime de direitos exclusivos de pesca, desde 1938, a plataforma continental ("plataforma submarina"), desde 1950, e a zona contígua, desde 1966. A primeira proposta de plataforma continental estendida foi apresentada em 2004 e o país ainda não chegou a um entendimento final com a CLPC para tornar efetivas suas reivindicações.
A Lei nº 8.617, de 4 de janeiro de 1993, definiu as zonas marítimas conforme a CNUDM, e o Decreto nº 1.530, de 22 de junho de 1995, reproduziu o texto da convenção, dando-lhe executoriedade doméstica. Ao ratificar a convenção, o Brasil também anunciou que quaisquer manobras militares na sua ZEE deveriam ser notificadas previamente. O conceito de AJB estava se tornando frequente na legislação desde a lei de proibição da caça aos cetáceos nas AJB, de 1987. Outros atos legislativos usavam termos como "águas sob jurisdição brasileira", "águas sob jurisdição nacional" e "águas marítimas jurisdicionais brasileiras", mas a Marinha preferiu AJB. O termo foi usado por muitos anos sem uma definição explícita, até as Normas da Autoridade Marítima para Operação de Embarcações Estrangeiras em Águas Jurisdicionais Brasileiras – NORMAM-04/2001 (Portaria 61/DPC, 22 de setembro de 2001):
São águas jurisdicionais brasileiras (AJB): a) as águas marítimas abrangidas por uma faixa de doze milhas marítimas de largura, medidas a partir da linha de baixa-mar do litoral continental e insular brasileiro, tal como indicada nas cartas náuticas de grande escala, reconhecidas oficialmente no Brasil, e que constituem o Mar Territorial (MT); b) as águas marítimas abrangidas por uma faixa que se estende das doze às duzentas milhas marítimas, contadas a partir das linhas de base que servem para medir o Mar Territorial, que constituem a Zona Econômica Exclusiva (ZEE); c) as águas sobrejacentes à Plataforma Continental quando esta ultrapassar os limites da Zona Econômica Exclusiva; e, d) as águas interiores, compostas das hidrovias interiores, assim consideradas rios, lagos, canais, lagoas, baías, angras e áreas marítimas consideradas abrigadas

A Marinha tem competência para completar e detalhar as lacunas na legislação marítima brasileira, e portanto, prevalecem as definições nas suas normas. Definições equivalentes foram incluídas em outras NORMAM e na Doutrina Básica da Marinha de 2014, que esclareceu mais ainda que a ABJ não é considerada alto-mar. Decretos presidenciais e o Livro Branco da Defesa Nacional, ratificado pelo Congresso Nacional em 2018, aceitaram a definição da Marinha.
A legislação brasileira regula o tráfego marítimo, a conservação ambiental, a exploração dos recursos naturais e a pesquisa científica nas AJB. Somente as águas internas e o mar territorial fazem parte do território brasileiro, onde o Estado exerce plena soberania. Na ZEE e plataforma continental, há apenas direitos soberanos sobre os recursos naturais. Desta forma, a expressão "território marítimo brasileiro", usada por alguns autores para o conjunto das zonas marítimas, está equivocada.

#### Águas sobrejacentes à plataforma continental estendida

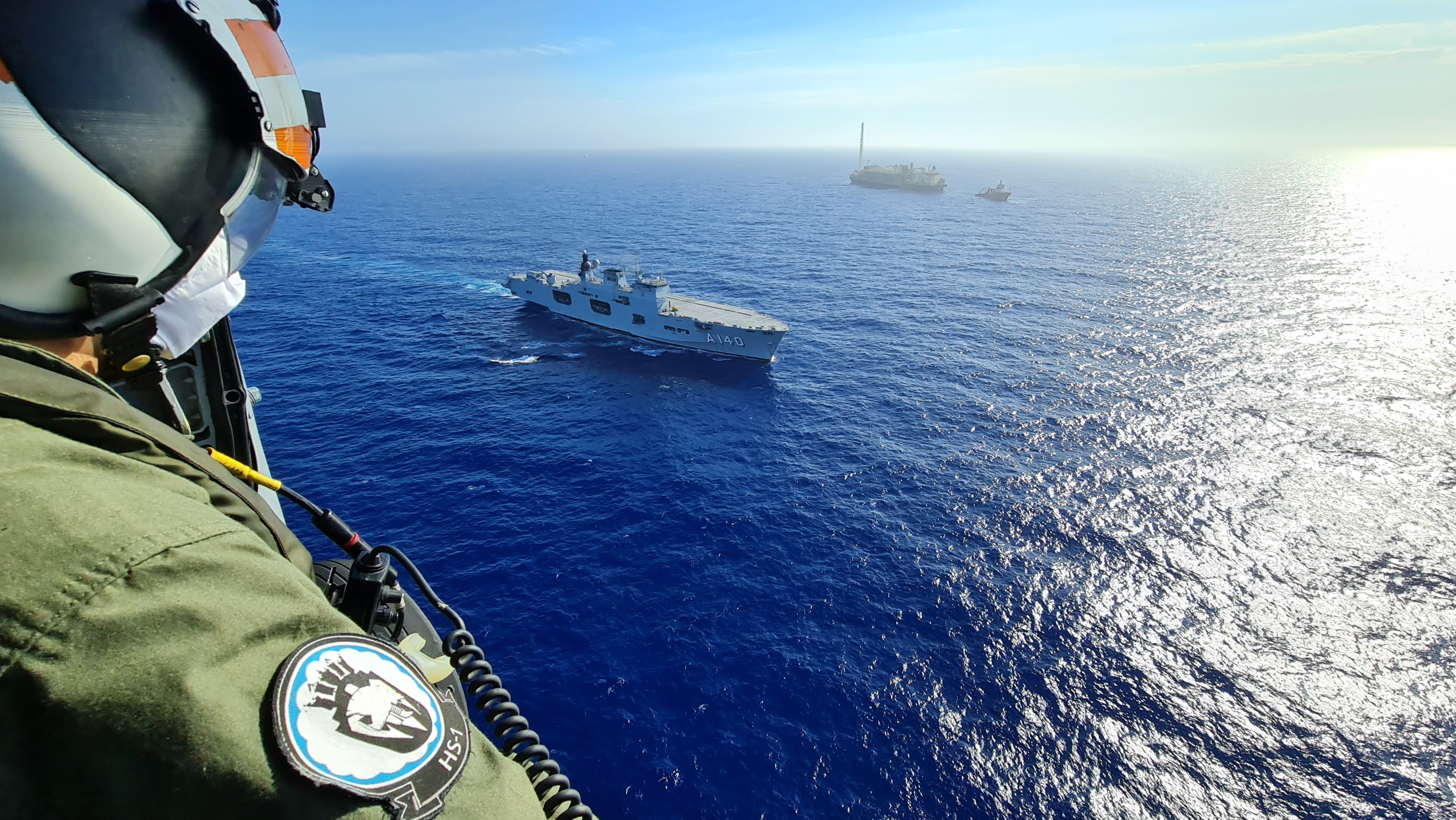
Helicóptero da Força Aeronaval sobrevoa o NAM Atlântico e embarcações civis na Bacia de Santos

Alguns juristas criticam a pretensão do Estado brasileiro a exercer jurisdição sobre as águas sobrejacentes à plataforma continental estendida. Para além das 200 milhas náuticas, a massa de água é considerada alto-mar, mesmo quando o leito e o subsolo pertencem à plataforma continental. Alexandre Pereira Silva, no International Journal of Marine and Coastal Law, concluiu em 2020 que o conceito de AJB é inconsistente com a CNUDM e viola a liberdade do alto-mar. Tiago V. Zanella, autor de livros e artigos em Direito do Mar, não desmerece a "enorme importância estratégica" do conceito, mas entende que falar em direitos de jurisdição sobre essa área é "uma forma ilícita de apropriação indevida de uma zona que está "aberta a todos os Estados"".
Na hipótese de uma embarcação estrangeira pescar cetáceos nas águas sobrejacentes à plataforma continental estendida, para além das 200 milhas do litoral brasileiro, a legislação brasileira obrigaria a Marinha a coibir essa pesca, que é ilegal nas AJB. Os proprietários da embarcação poderiam recorrer a um tribunal internacional, como a Corte Internacional de Justiça ou o Tribunal Internacional do Direito do Mar, que lhes daria ganho de causa. O Brasil, por ter ratificado a convenção, teria que cumprir a decisão.
O capitão de mar e guerra Alexander Neves de Assumpção, em tese da Escola de Guerra Naval, reconheceu o risco dos comandantes navais infringirem as normas internacionais ratificadas pelo Brasil. Argumentou, entretanto, que "o conceito de AJB não precisa ser mudado", pois já é moderado pelas expressões legais "jurisdição, em algum grau", "para os fins de controle e fiscalização" e "dentro dos limites da legislação internacional e nacional". Para fiscalizar a exploração do fundo marinho, o Brasil ainda teria uma jurisdição limitada (que não se confunde com soberania) sobre as águas sobrejacentes, mesmo quando elas estão em alto-mar. Nenhum país contestou a definição brasileira, e a Argentina e o Chile também reivindicam jurisdições para além da prevista na CNUDM. O que restaria a fazer seria esclarecer nas normas quais tipos de fiscalizações são permitidas.

### Amazônia Azul

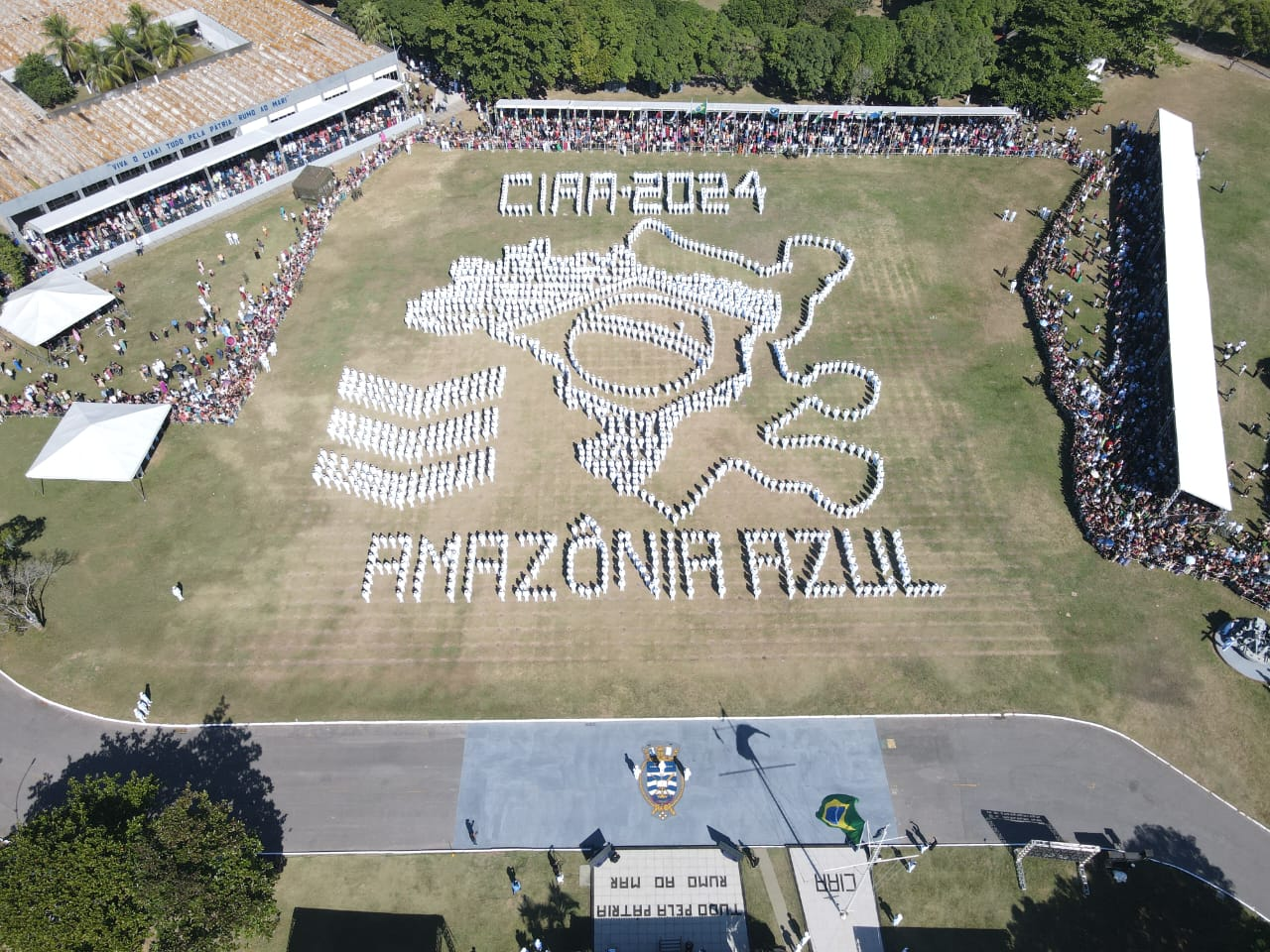
Sargentos no Centro de Instrução Almirante Alexandrino enfileirados no formato da Amazônia Azul

Para englobar todos os espaços marítimos sob jurisdição brasileira, a Marinha criou em 2004 o conceito da "Amazônia Azul", que equivale às AJB, como mencionado pelo comandante da Marinha Júlio Soares de Moura Neto. Na definição formal da Marinha, é "a região que compreende a superfície do mar, águas sobrejacentes ao leito do mar, solo e subsolo marinhos contidos na extensão atlântica que se projeta a partir do litoral até o limite exterior da Plataforma Continental brasileira". A Amazônia Azul não é um termo jurídico. Ela é usada pela comunicação interna e externa da Marinha e por setores civis (científicos, ambientais e outros).
A expressão foi cunhada para chamar a atenção do público a essa área mediante uma analogia com a vastidão e abundância de recursos naturais da Amazônia "Verde". Ela é entendida em múltiplas vertentes, isto é, áreas de interesse ao Estado brasileiro: a soberania e defesa nacional, via influência político-estratégica no Oceano Atlântico Sul, a prosperidade econômica, a inovação científica e tecnológica e a conservação ambiental, com ênfase na primeira. A Marinha empreende uma campanha nacional para divulgar o conceito, objetivando apoio popular à sua estratégia marítima, à ampliação dos limites marítimos e ao reaparelhamento militar. Mais amplamente, ela é um incentivo à "mentalidade marítima" do público, uma retomada do que seus proponentes veem como um "destino oceânico" negligenciado no imaginário nacional.

## Extensão física

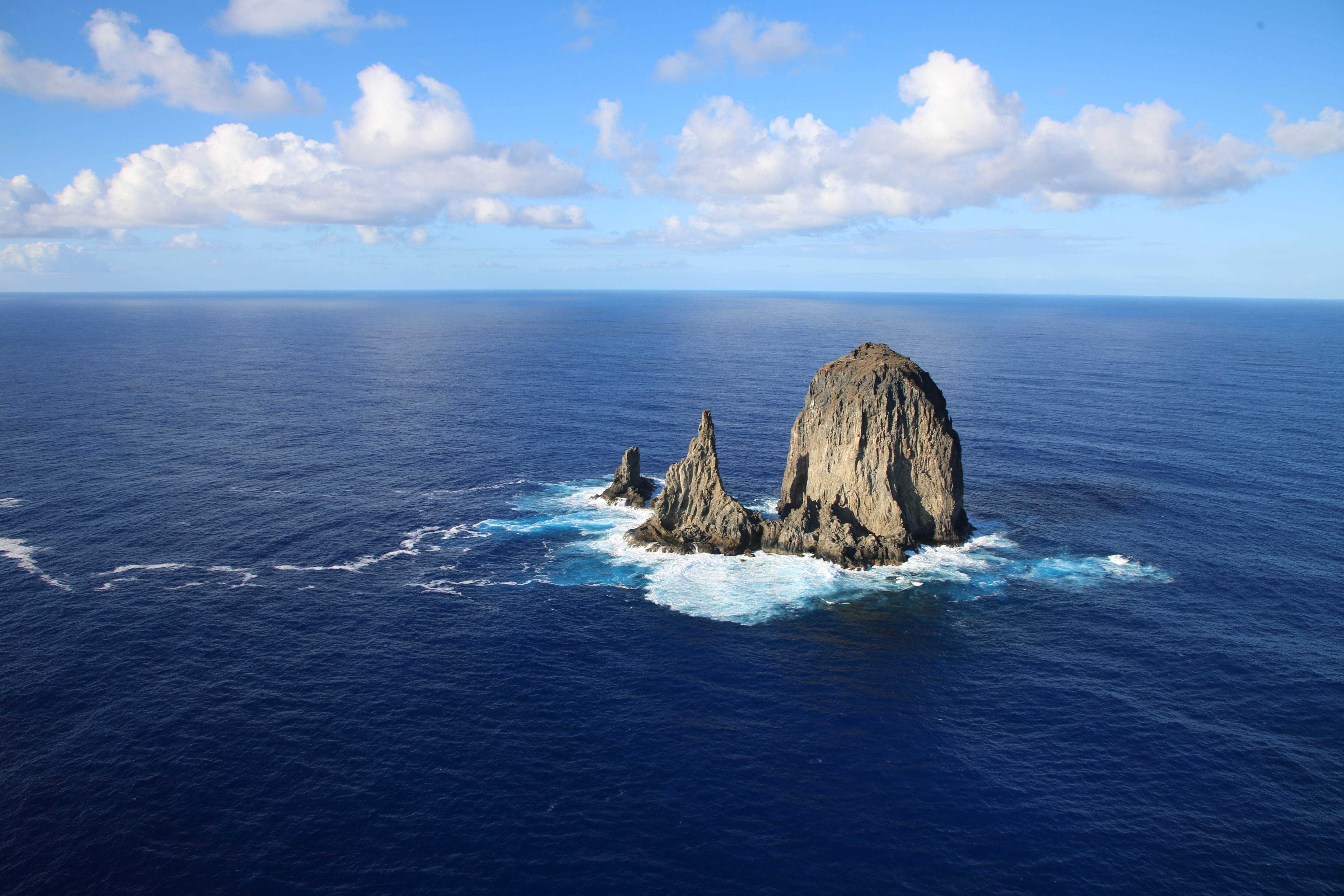
Ilha de Martim Vaz, no extremo leste do território brasileiro

O litoral brasileiro mede 7 491 km, o maior do Atlântico Sul. A partir de suas linhas de base projetam-se, nos números da Marinha, 3 575 195,81 km² para dentro da linha das 200 milhas, incluindo 157 975,47 km² de mar territorial e 325 328,34 km² de zona contígua. 2 094 656,59 km² de plataforma continental estendida são somadas para chegar a uma área total de 5 669 852,41 km². Isto equivale a 67% do território nacional (8,5 milhões de km²) e 1,1 vezes o tamanho da Amazônia Legal (5,2 milhões de km²). Como as AJB também incluem as águas internas, cerca de 60 mil quilômetros de hidrovias podem também ser contabilizadas na sua extensão. A área reivindicada de 5,7 milhões de km² é o resultado das propostas revisadas para a plataforma continental, da qual a mais recente é a de 2018. As propostas anteriores obtinham um total de 4 451 766 km² de "Amazônia Azul".
Esta área tem dois limites laterais marítimos, um com a Guiana Francesa e outro com o Uruguai, definidos por linhas loxodrômicas (que cortam os meridianos em ângulos constantes) a partir de pontos na fronteira: nas redondezas do rio Oiapoque, no primeiro caso, e no Farol do Chuí, no segundo. Os limites foram decididos em 1972 com o Uruguai e em 1981 com a França.

### Mar territorial

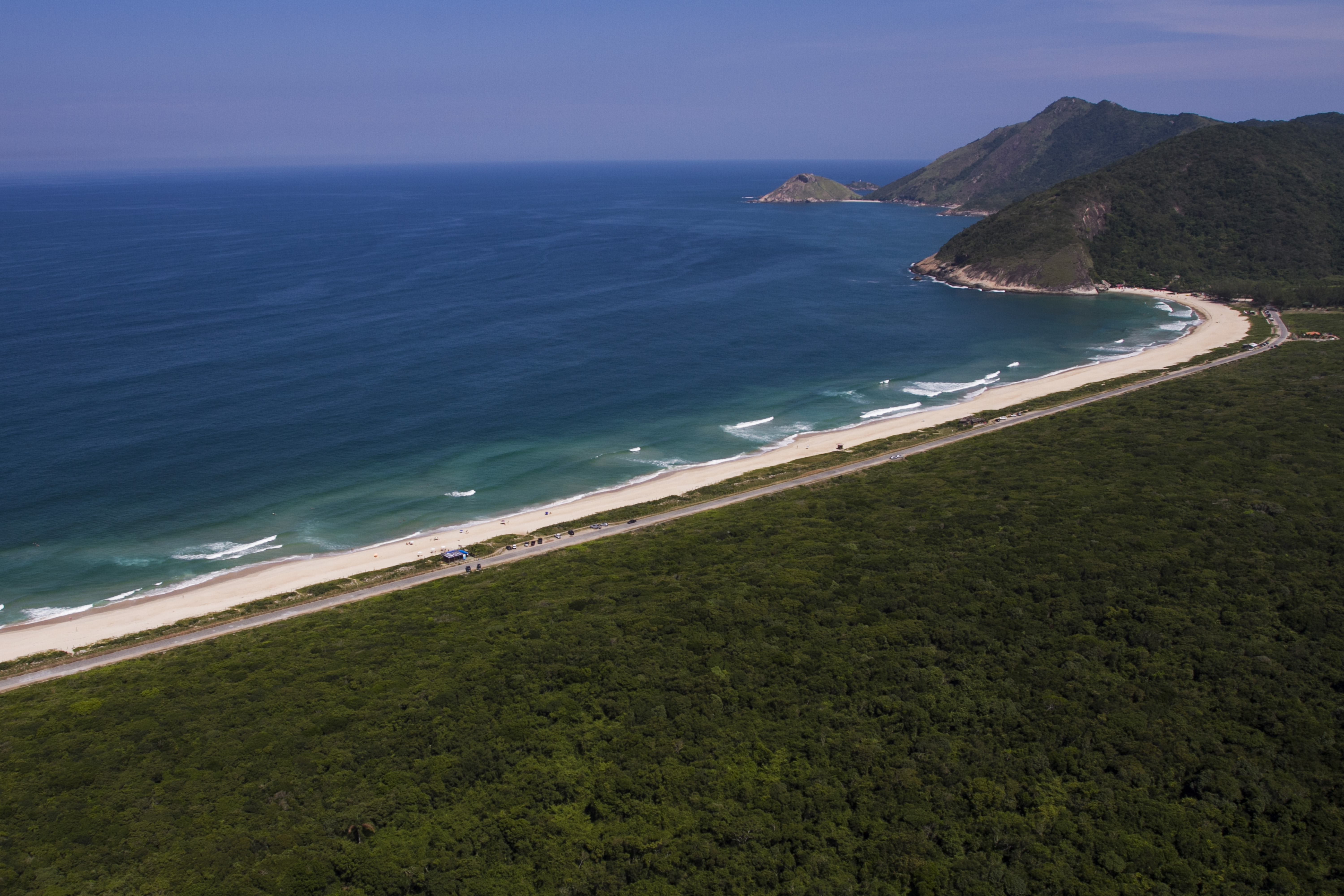
O mar territorial inicia-se em linhas de base ao largo do litoral; na fotografia, a praia de Grumari, Rio de Janeiro

Desde o século XIX, o mar territorial brasileiro era definido até uma largura de três milhas. Os direitos exclusivos de pesca foram fixados a doze milhas do litoral em 1938. Um decreto presidencial acrescentou mais três milhas de mar territorial em 1966, num regime de "seis milhas mais seis milhas", com características de zona contígua e de direito de pesca exclusivos até as doze milhas do litoral.   Em 1969 o mar territorial foi mais uma vez estendido, chegando a doze milhas de largura.
Em 1970 o governo de Emílio Garrastazu Médici expandiu o mar territorial até 200 milhas marítimas, reivindicando 3,2 milhões de km² do oceano. Todo o leito e subsolo do mar, assim como o espaço aéreo, também estariam em soberania brasileira. Num momento em que a ditadura militar vislumbrava o "Brasil Grande Potência", a decisão atendia aos interesses pesqueiros e aos temores de atividades estrangeiras (exercícios militares e exploração dos lençóis petrolíferos recém-descobertos no litoral do Rio de Janeiro). A resposta da opinião pública nacional foi positiva, na crista do clima ufanista do período. No exterior, países latino-americanos endossaram a medida, que não era sem precedentes. A Argentina e Uruguai já haviam feito declarações semelhantes.
Não havia largura máxima do mar territorial fixada pelo direito internacional do período, mas no início dos anos 70 a maioria dos Estados, incluindo as potências marítimas tradicionais, não reconhecia jurisdições para além das doze milhas do litoral. Desta forma, o Itamaraty recebeu notas de protesto dos Estados Unidos, União Soviética e nove outros países industrializados. A esquadra brasileira, com apenas 57 embarcações pesadas, não tinha capacidade efetiva de patrulhar toda a área reivindicada. Ao assinar a III CNUDM, o Brasil cedeu à pressão das grandes potências, na opinião do diplomata Luiz Augusto de Araújo Castro. Ao harmonizar o tratado com a legislação nacional, em 1993, o governo brasileiro retraiu os limites do mar territorial, de 200 para 12 milhas náuticas, mas assegurou a ZEE até as 200 milhas.

### ZEE

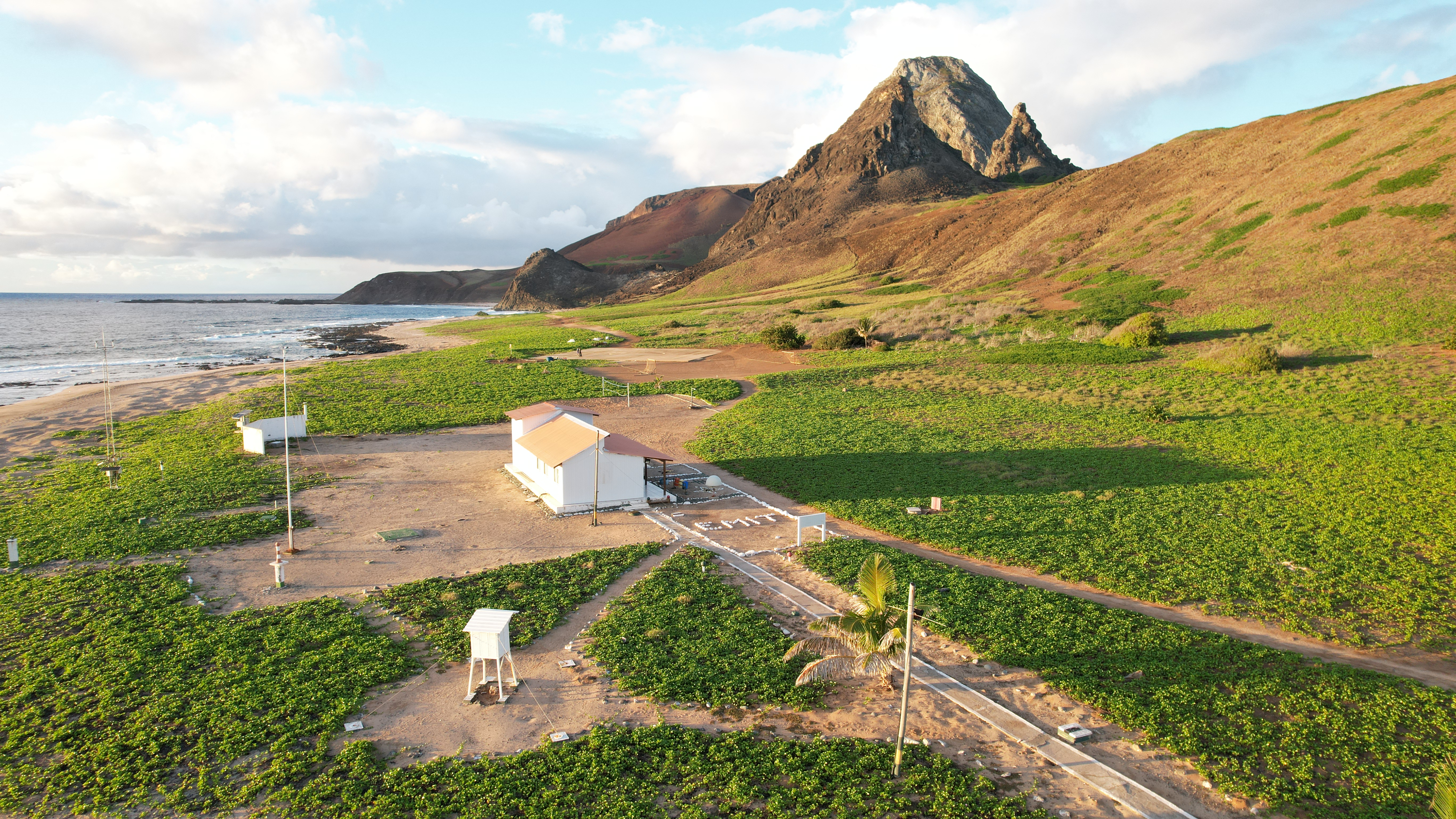
Guarnição na ilha da Trindade

O banco de dados Sea Around Us, da Universidade da Colúmbia Britânica, quantifica uma ZEE brasileira de 2 400 918 km² a partir do litoral, 468 599 km² ao redor do arquipélago de Trindade e Martim Vaz, 363 373 km² ao redor do arquipélago de Fernando de Noronha e 413 641 km² ao redor do arquipélago de São Pedro e São Paulo. Os dados oficiais brasileiros são de 3 539 919 km² de ZEE, a 11.ª maior do mundo, com um volume de cerca de 10 bilhões de m³ de água. Ainda assim, é uma área relativamente pequena em comparação ao comprimento do litoral, pois o Brasil tem poucas ilhas a grandes distâncias da costa. Os arquipélagos de Trindade e Martim Vaz e São Pedro e São Paulo, com suas áreas terrestres diminutas, contribuem com cerca de 25% dessa área.
O artigo 121 da UNCLOS confere ZEE e plataforma continental às ilhas, mas nega tais privilégios aos rochedos que não se prestem, por si próprios, à habitação humana ou vida econômica. Dentre as ilhas oceânicas brasileiras, somente Fernando de Noronha, Trindade e Belmonte (em São Pedro e São Paulo) são permanentemente habitadas. Fernando de Noronha tem a maior população, com 3 167 habitantes no censo de 2022. Trindade e São Pedro e São Paulo têm bases de pesquisa operadas pela Marinha. O Atol das Rocas tem somente um farol automático. A CNUDM reconheceu-o dentro da área de jurisdição marítima de Fernando de Noronha, assim como a ilha de Martim Vaz foi incluída na área de Trindade. Entretanto, representantes da Colômbia, em disputa de plataforma continental com a Nicarágua, argumentaram em 2019 que o Brasil reivindica o local como ilha e notam no mapa produzido pelo Brasil que a ZEE projeta-se a partir do atol.

#### Ocupação de São Pedro e São Paulo

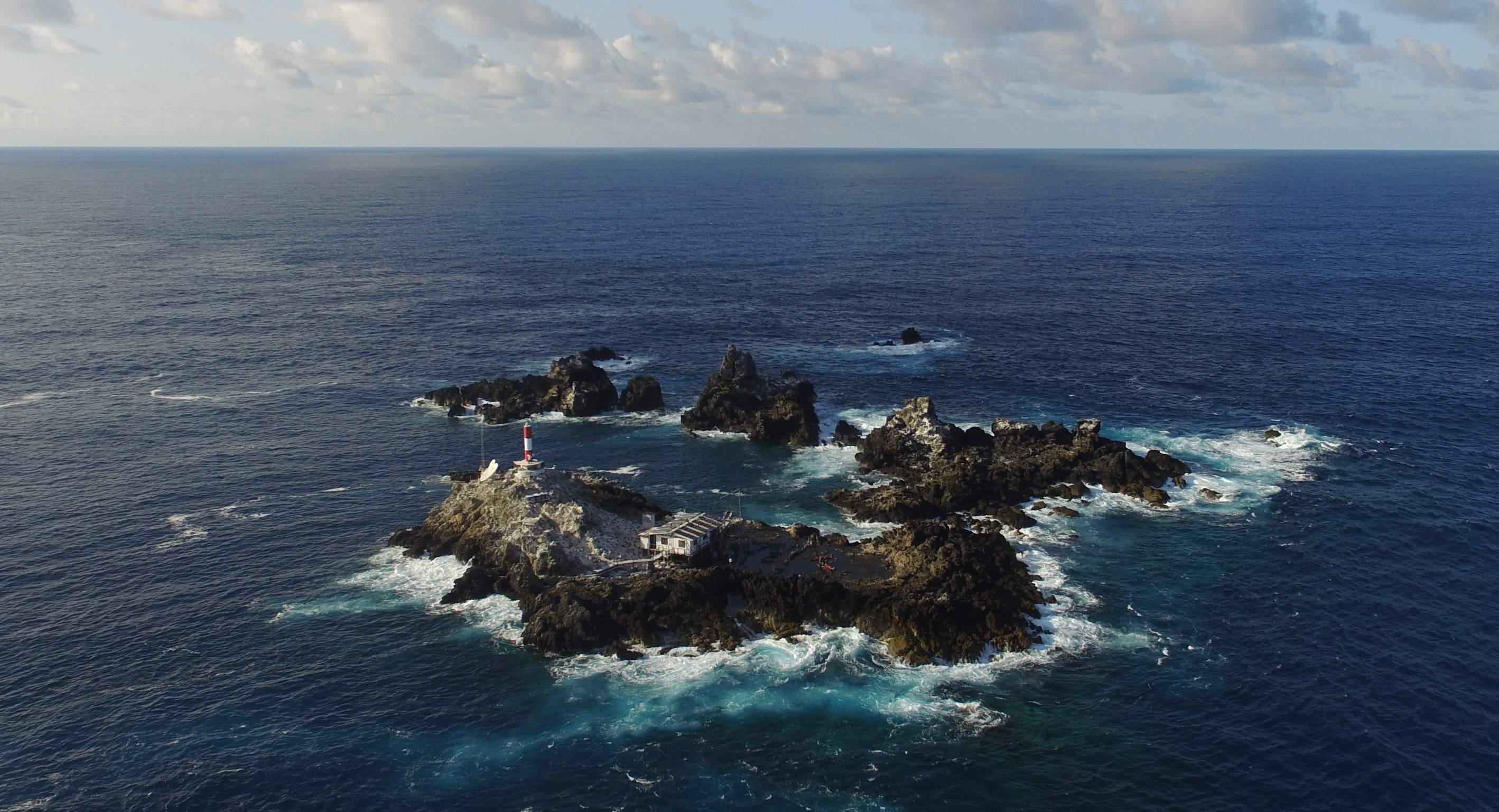
Guarnição na ilhota de Belmonte, arquipélago de São Pedro e São Paulo

Tanto em Trindade quanto em São Pedro e São Paulo, a extensão da ZEE é um dos objetivos declarados da presença da Marinha. A soberania brasileira sobre Trindade já foi contestada pelo Reino Unido, em 1895–1896, e uma presença permanente é mantida desde 1957, com uma população de 36 militares em 2023. Por outro lado, São Pedro e São Paulo era um território negligenciado e sem nenhum histórico de habitação. Somente após a entrada em vigor da CNUDM o Comando da Marinha tomou medidas concretas para ocupar a área. O "Programa Arquipélago" (Proarquipélago), iniciado em 1996, instalou uma estação científica na ilhota Belmonte, e a toponímia foi alterada de "Penedos de São Pedro e São Paulo" para "Arquipélago de São Pedro e São Paulo".
A estação tinha capacidade original para quatro pessoas (pesquisadores e militares) por períodos de 15 dias. A habitabilidade é precária: pesquisadores só recebem acesso com treinamento de sobrevivência prévio, e um navio é mantido em alerta constante para acudir ao arquipélago, que está a cerca de 1 000 km do litoral brasileiro. As ilhotas e penedos têm largura máxima de 420 m, carecem de solo e água potável e estão sujeitas a eventos sísmicos e condições meteorológicas severas. No entendimento oficial brasileiro, a presença permanente é suficiente para caracterizar uma ilha conforme o artigo 121 da CNUDM, independente das dificuldades de habitação e do rodízio quinzenal da população.
A Diretoria de Hidrografia e Navegação (DHN) publicou, a partir de 1995, cartas náuticas com uma linha vermelha tracejada no raio de 200 milhas náuticas ao redor do arquipélago, indicando a ZEE e plataforma continental potenciais. A Marinha apresentou à Comissão Interministeral para os Recursos do Mar (CIRM) seus argumentos em 1999, citando os casos de Rockall, Okinotorishima, algumas ilhas do Havaí, Clipperton, Jan Mayen e Aves. O Ministério das Relações Exteriores foi favorável, notando: "Embora a Convenção sobre o Direito do Mar seja clara quanto aos rochedos que não se prestam a vida humana, não se pode negar que existe ocupação permanente do Arquipélago em questão, ainda que seus "habitantes" dependam do continente para a subsistência". A grande preocupação era a contestação por outros signatários da CNUDM. Com a aprovação do Presidente da República e do Conselho de Defesa Nacional, em 27 de agosto de 2004 o Brasil submeteu à ONU, no Bulletin of the Law of the Sea, as coordenadas dos limites externos da sua ZEE, incluindo, pela primeira vez, a área ao redor de São Pedro e São Paulo.
O Proarquipélago rendeu ao Brasil o direito a uma área equivalente à do estado da Bahia, cujos limites estão mais próximos da África do que do litoral brasileiro. O artigo 121 tem suas controvérsias, entre elas a da arbitração do caso do mar da China Meridional, cujas conclusões podem contradizer a interpretação brasileira do caso de São Pedro e São Paulo. Conforme o Tribunal Permanente de Arbitragem, a "mera presença de um pequeno grupo de pessoas" numa feição "que só é capaz de sustentar a habitação pela contínua entrega de suprimentos" não configura uma ilha conforme o artigo 121. Entretanto, desde a reivindicação brasileira do arquipélago, não houve qualquer objeção de outro país.

## Oceanografia

### Geomorfologia

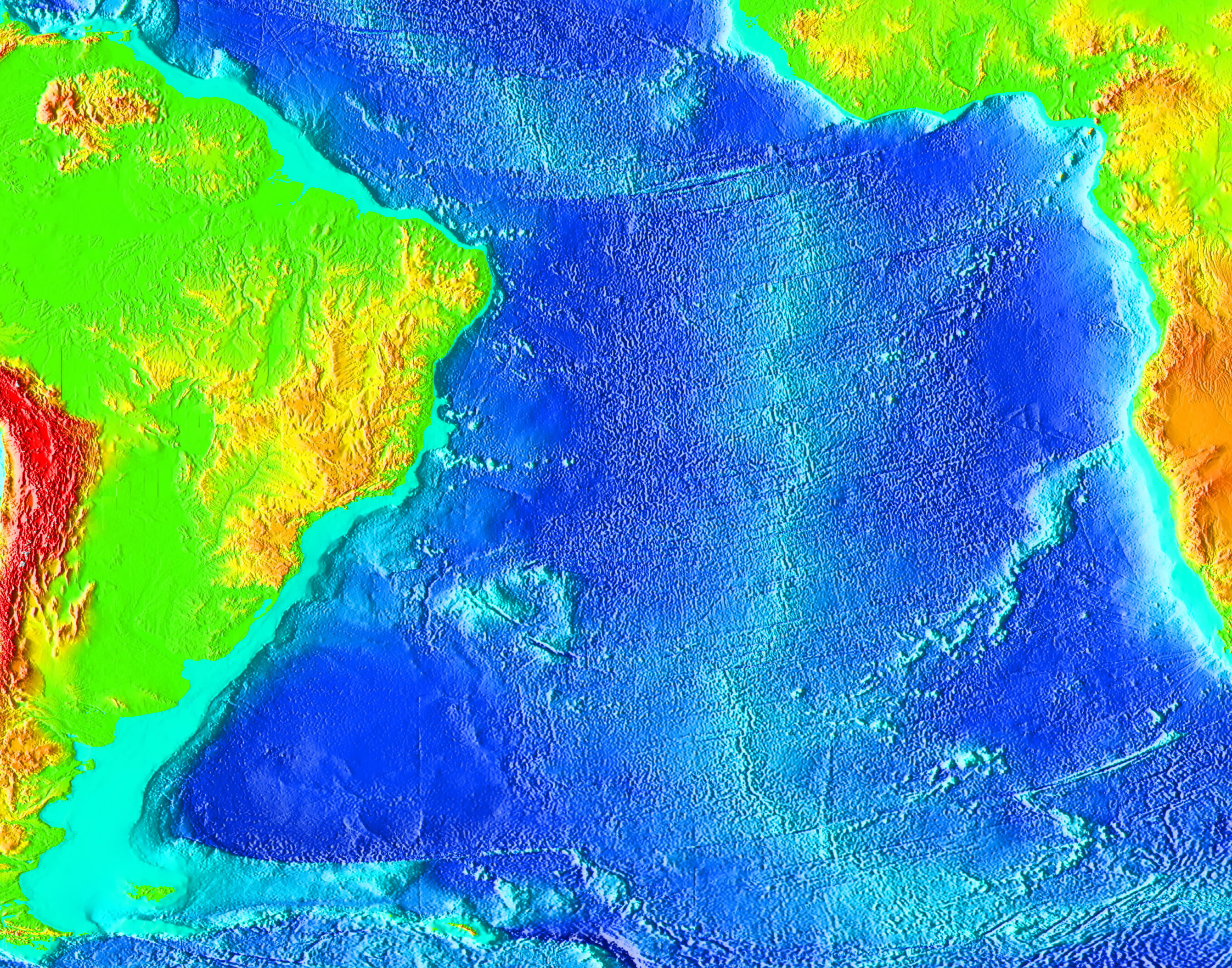
Mapa batimétrico do Atlântico Sul

O leito marinho e subsolo sob as AJB corresponde em sua maior parte a uma porção da margem continental divergente surgida da separação entre as placas Sul-Americana e Africana, com plataforma continental (geomorfológica, não jurídica), talude e elevação continental bem definidos, mas interrompidos por outras feições criadas por fenômenos tectônicos e sedimentares. O extremo norte do litoral corresponde à margem divergente do Atlântico Norte, e a leste, outro setor é uma margem transformante.
20,5% da área da ZEE brasileira está a profundidades de até 200 m, consideradas parte da plataforma continental geomorfológica. Há também 13,3% de talude, 1,7% de terraço, 1,4% de cânions submarinos, 40% de elevação continental, 29,6% de planície abissal, 4,9% de cones submarinos, 2,2% de montes submarinos, 1,4% de guyots, 1,2% de dorsais e 1,4% de dorsais divergentes. A soma das porcentagens excede 100%, pois algumas feições ocupam o mesmo espaço. Cinco ilhas ou arquipélagos emergem do assoalho oceânico: São Pedro e São Paulo, na Dorsal Mesoatlântica, o Atol das Rocas e Fernando de Noronha, na cadeia de Fernando de Noronha, e Trindade e Martim Vaz, na cadeia Vitória-Trindade.

### Correntes marinhas

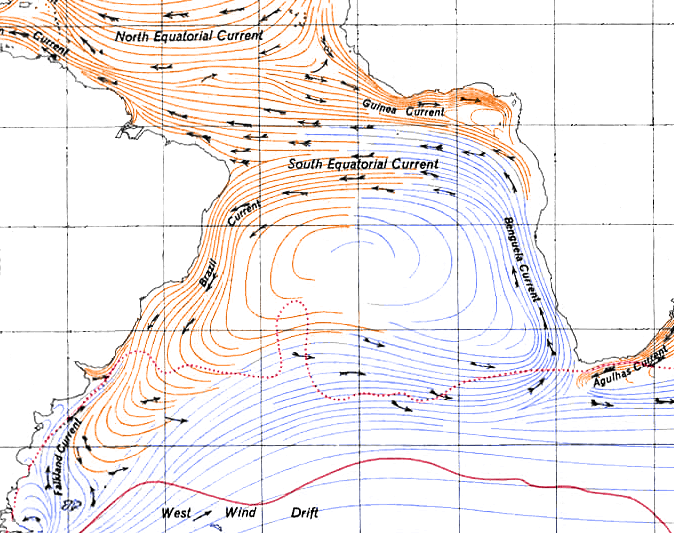
Correntes marítimas de superfície no Atlântico Sul

As duas principais correntes oceânicas superficiais ao largo do litoral brasileiro são a Corrente do Brasil e a Corrente Norte do Brasil ou Corrente das Guianas, ambas de águas quentes e oligotróficas, nas quais a termoclina (camada de rápida queda de temperatura) está em grande profundidade.. Elas surgem ao redor do paralelo 11° S, entre Recife e Maceió, quando a Corrente Equatorial Sul, impelida a oeste pelos ventos alísios, encontra o litoral do Nordeste e se bifurca. A maior parte de sua água prossegue a noroeste na direção do Caribe, formando a Corrente Norte do Brasil, e o restante flui a sudoeste, formando a Corrente do Brasil. Ambas são paralelas à costa. A Corrente Norte do Brasil atinge velocidades de 1–2 m/s, empurrando a noroeste a pluma do rio Amazonas, que por si só contribui 20% do fluxo anual de água doce para os oceanos. As águas amazônicas podem ser encontradas a até 320 km do litoral.
A Corrente do Brasil é o braço ocidental do Giro do Atlântico Sul, que circula no sentido anti-horário entre a América do Sul e a África. Ela flui até as latitudes de 35°–40° S, onde tem uma confluência com as águas frias da Corrente das Malvinas e ambas giram para o leste, formando a Corrente do Atlântico Sul. O Giro retorna à América do Sul através da Corrente Equatorial Sul. A massa de água na superfície da Corrente do Brasil é a chamada Água Tropical, com temperaturas de 18 °C a 28 °C e salinidade média de 35,1 a 36,2 ppm, valores semelhantes aos encontrados no seu equivalente no Atlântico Norte, a Corrente do Golfo. Entretanto, ela é mais lenta, com velocidades inferiores a 0,6 m/s. Sua profundidade chega a 200 metros de coluna de água na quebra da plataforma continental.

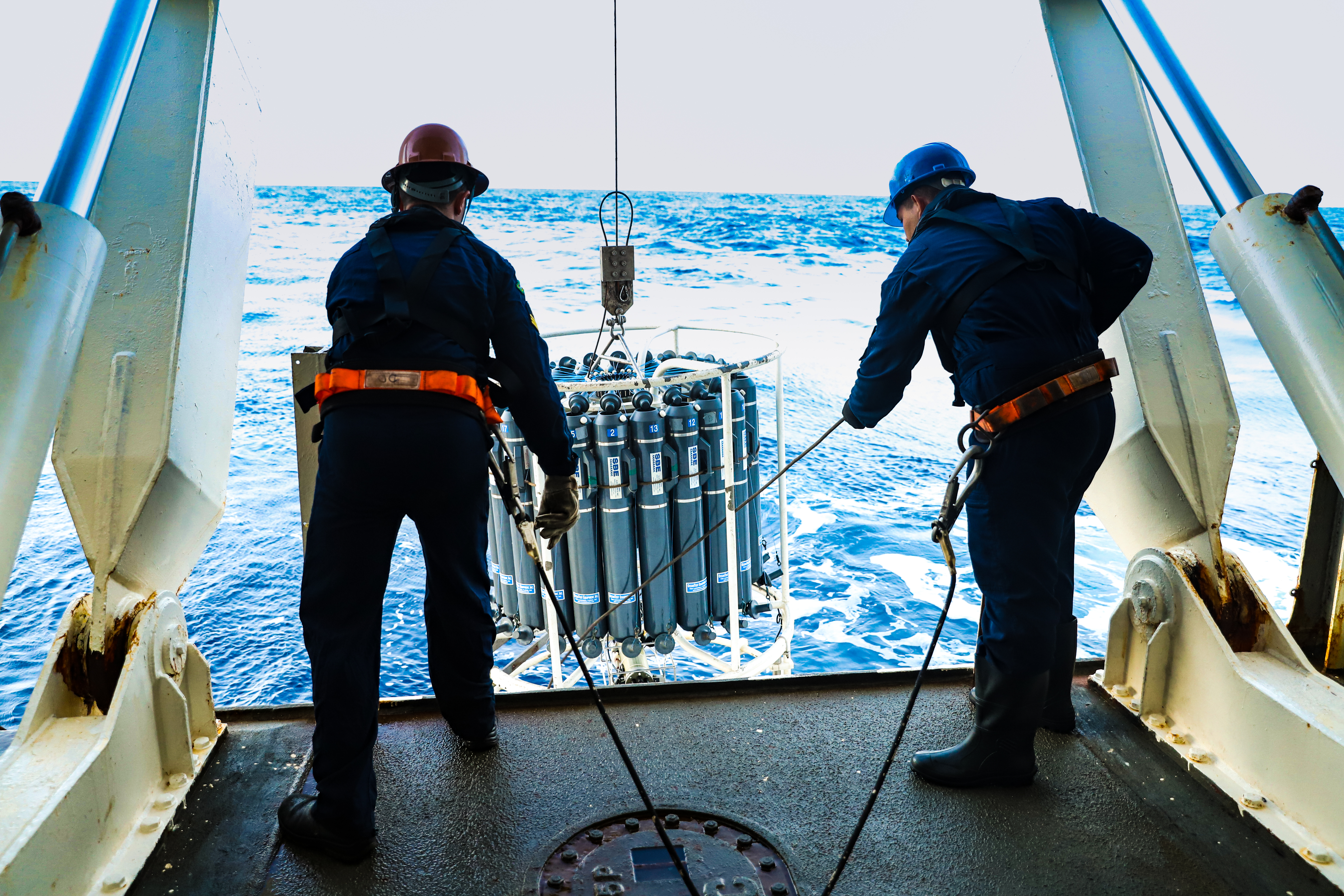
Amostragem de água profunda a partir do Vital de Oliveira

Nas regiões Sul e Sudeste a Corrente do Brasil se afasta ou se aproxima ao longo ano, definindo uma forte sazonalidade na temperatura e salinidade da água do mar. No inverno, a Corrente das Malvinas pode chegar até o paralelo 24° S. A mistura de sua água, denominada Água Subantártica, com a Água Tropical forma a Água Central do Atlântico Sul (ACAS), que por ser mais fria e densa, forma a camada inferior a 200 metros na Corrente do Brasil. Determinados pontos da costa (Cabo Frio e Cabo de Santa Marta) estão sujeitos a ressurgências desta água quando os ventos de nordeste empurram as águas de superfície.
Na bacia de Santos a Água Tropical tem 4,19 ml/L de oxigênio dissolvido, 0,02 μmol/L de fosfato, 1,10 μmol/L de nitrato e 2,04 μmol/L de silicato. Em contraste, a ACAS tem 5,13 ml/L de oxigênio, 0,51 μmol/L de fosfato, 6,14 μmol/L de nitrato e 5,12 μmol/L de silicato. No paralelo 20° S, durante o primeiro semestre, a ACAS desce até 660 m de profundidade. Mais abaixo estão a Água Intermediária Antártica (700–1 200 m), a Água Profunda do Atlântico Norte (1 200–2 000 m) e a Água de Fundo Antártica.

### Clima

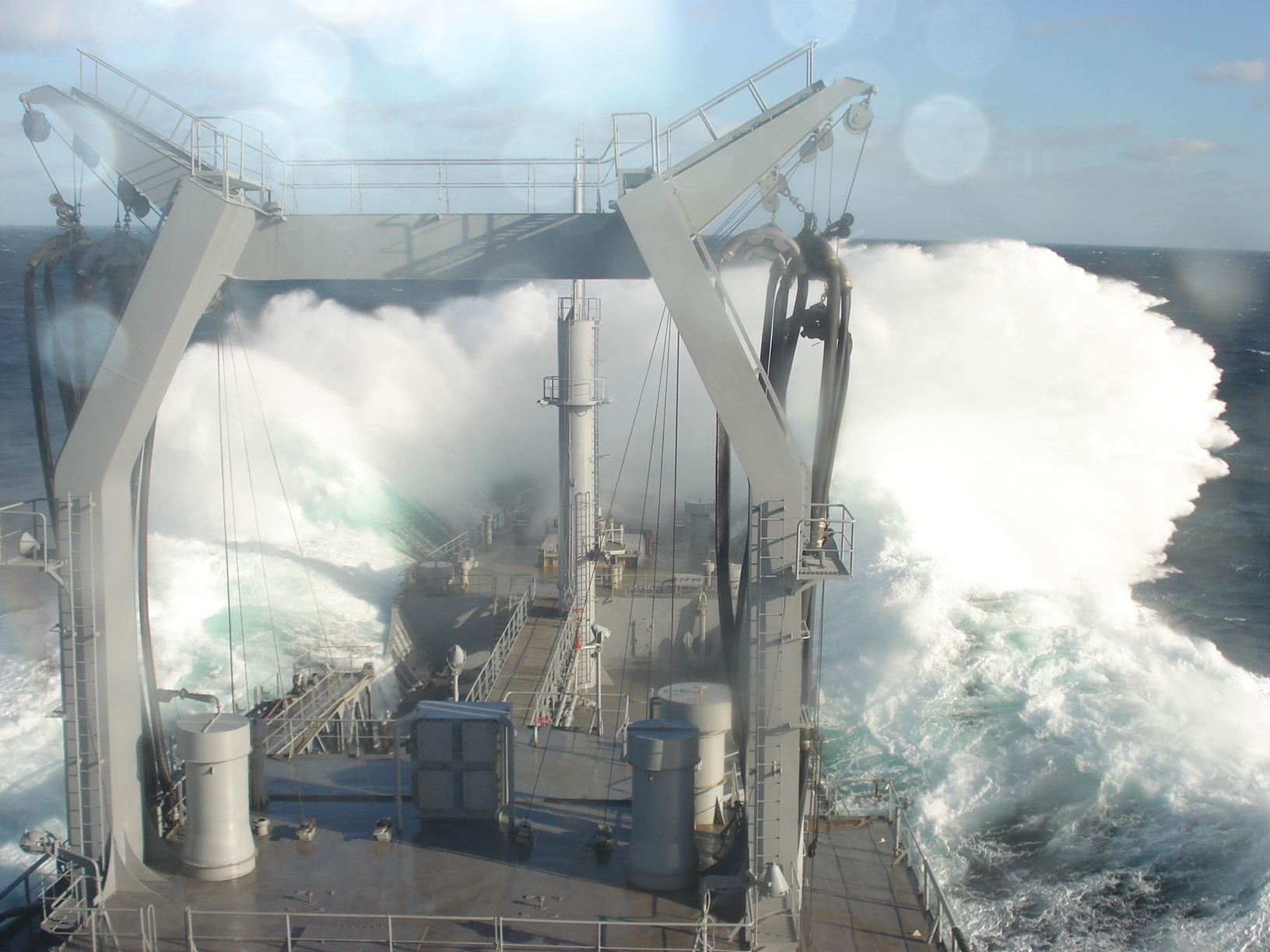
Navio-tanque Almirante Gastão Motta (G23) atravessando as ondas

As águas jurisdicionais brasileiras têm três padrões climáticos: um ocorre numa região norte, do Cabo Orange, Amapá, ao Cabo Branco, Paraíba, outro, central, do Cabo Branco ao Cabo de São Tomé, Rio de Janeiro, e mais um, sul, do Cabo de São Tomé ao Arroio Chuí. Na região norte o clima é dominado pela Zona de Convergência Intertropical (ZCIT), uma faixa de nuvens direcionadas no sentido leste-oeste pelos ventos alísios. Ela se desloca abaixo da Equador, de janeiro a abril, embora possa mudar de posição rapidamente, e está associada a chuvas convectivas, muitas vezes com temporais. Em alguns anos ela permanece mais a norte, causando seca no Nordeste e temperaturas menores nas partes meridionais do Atlântico tropical, com o inverso ocorrendo quando ela permanece mais ao sul.
A região central é mais sazonal. Os ventos alísios de leste e nordeste trazem umidade na direção da costa e ficam mais secos e fortes no inverno, de junho a agosto, devido ao anticiclone de Santa Helena. Neste período a precipitação aumenta entre o Cabo Branco e Salvador e diminui ao sul. Ondas de leste e, de maio a outubro, frentes frias trazem chuvas, e no último caso, mares agitados e quedas de temperatura.

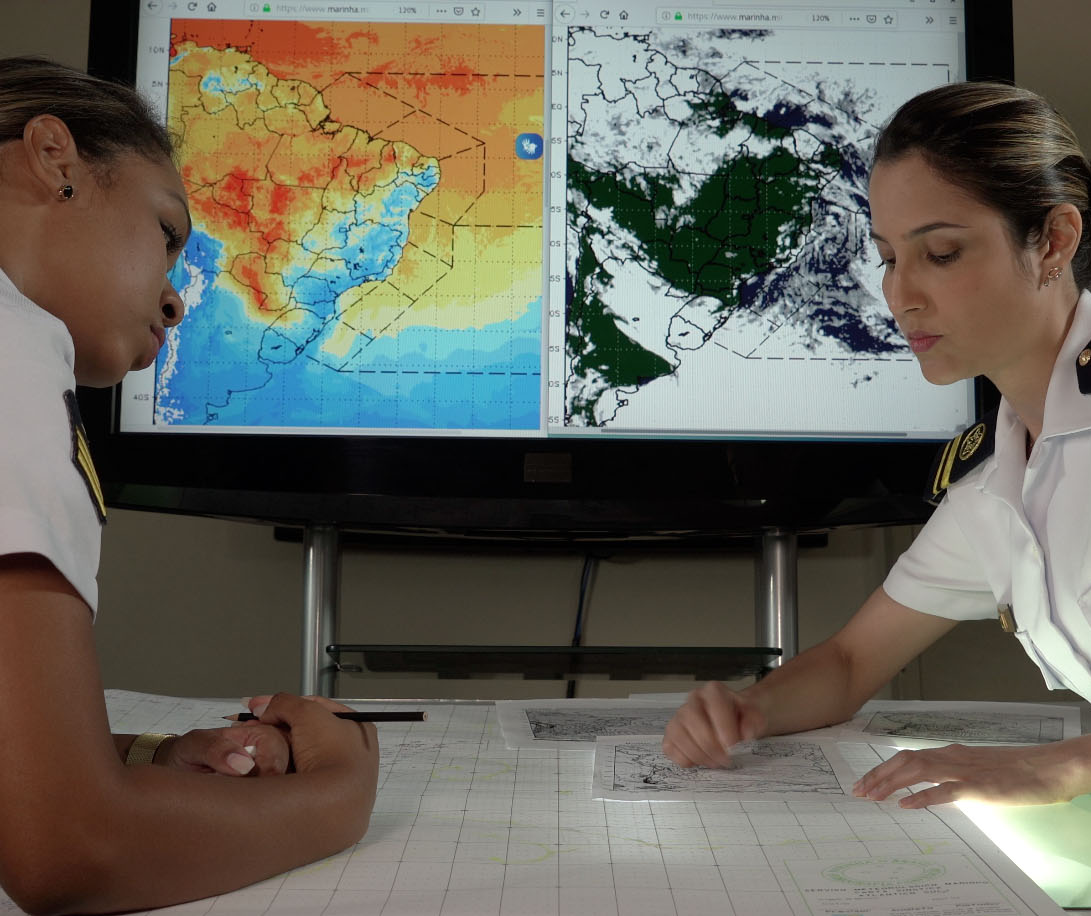
Meteorologistas do Centro de Hidrografia da Marinha

A região sul é dominada por dois fenômenos, a Zona de Convergência do Atlântico Sul (ZCAS) e os ciclones extratropicais. A ZCAS é uma faixa de nebulosidade de sentido noroeste-sudeste que ocorre principalmente no verão, ao sul do litoral baiano, causando vários dias de mau tempo. Os ciclones extratropicais, que podem ocorrer até uma vez por semana no inverno, deslocam-se do sul do continente na direção nordeste e são acompanhados de frentes frias. Durante sua passagem ocorrem baixas temperaturas, chuvas, mares agitados e ventos superiores a 60 km/h, de trajetória paralela à costa, às vezes naufragando pequenas embarcações pesqueiras. Após sua passagem, persistem massas de ar frio, algumas secas, que passaram pela cordilheira dos Andes, e outras úmidas e menos frias, oriundas do mar de Weddell.
As ilhas oceânicas brasileiras têm climas tropicais de influência marítima. Trindade tem temperatura média anual de 25 °C e estação seca de janeiro a março. Fernando de Noronha tem uma temperatura média anual de 27 °C, com estação seca de agosto a fevereiro.
Dados oceanográficos e meteorológicos são tradicionalmente coletados por navios, estações costeiras e boias de deriva ou fundeadas, o que é trabalhoso de se conseguir sobre grandes áreas e alta repetitividade temporal, mas pode ser facilitado por satélites. Este monitoramento é desenvolvido no Programa-Piloto para o Sistema Global de Observação dos Oceanos (GOOS/Brasil), aprovado pela CIRM em 1995, do qual fazem parte o Programa Nacional de Boias e o Pilot Research Moored Array in the Tropical Atlantic (Pirata), programa conjunto brasileiro-francês-americano, cujos dados contribuem ao monitoramento climático no Norte e Nordeste brasileiros.

### Vida marinha

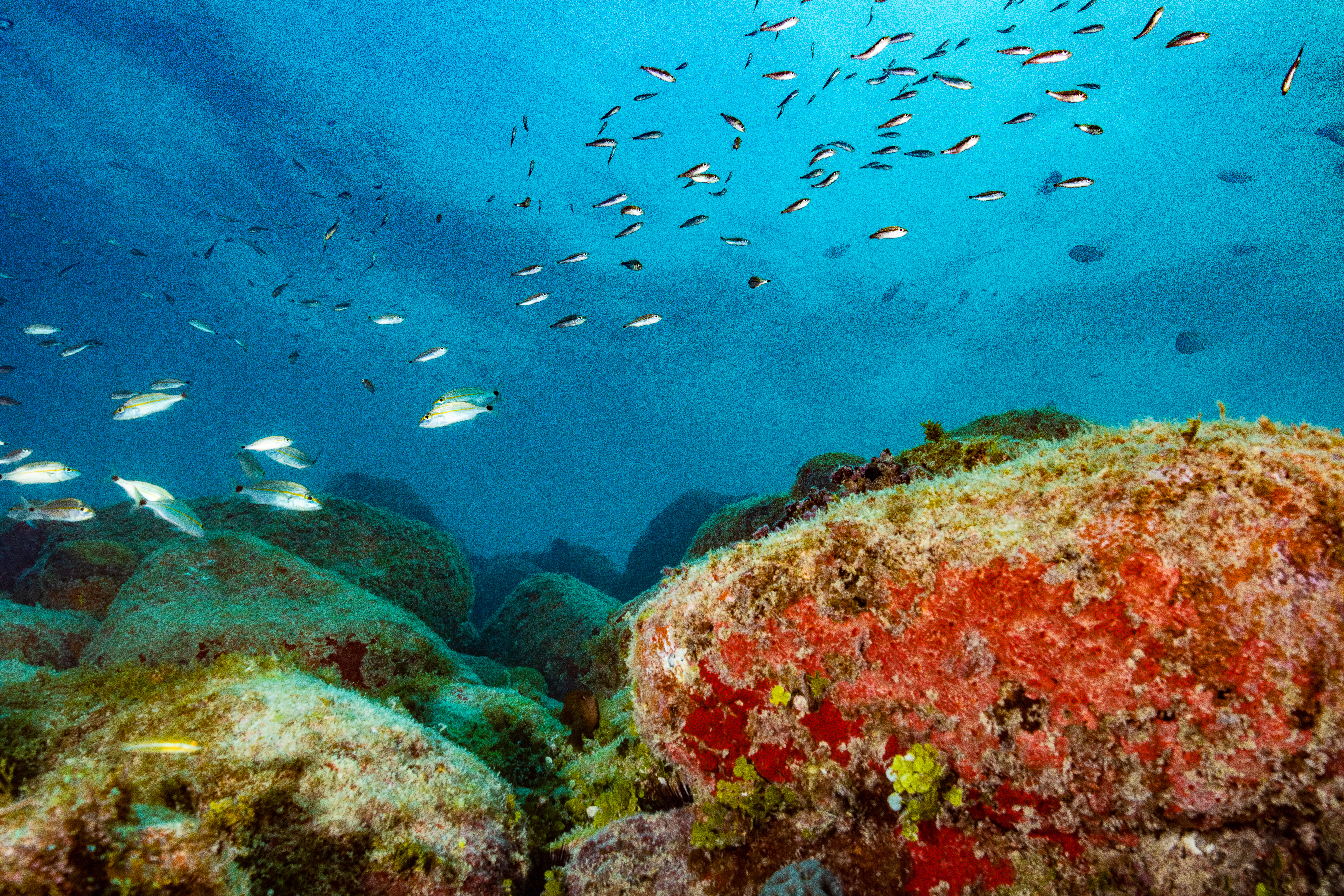
Fauna marinha em Abrolhos

O ecossistema marinho brasileiro é vasto e hidrológica e topograficamente complexo, abrangendo uma grande diversidade de hábitats e altos níveis de endemismo. 31,8% da extensão do litoral pode ser classificada em baías e estuários, 27,6% em praias e costões, 18% em lagunas e banhados costeiros, 13,6% em manguezais e 9% em dunas e falésias. Cerca de 3 000 km ou um terço do litoral tem recifes na plataforma continental: recifes de coral, de 0° 52' N a 19° S, e recifes rochosos de 20° a 28° S. Em maiores profundidades, as encostas sedimentadas, cânions submarinos, corais formadores de recife ou solitários, emanações e pockmarks de metano, montes submarinos e guyots têm comunidades bênticas distintas.
Uma revisão de literatura publicada em 2011 contabilizou 9 103 espécies marinhas no litoral brasileiro, das quais 8 878 são animais: 1 966 crustáceos, 1 833 moluscos, 1 294 vertebrados (peixes), 987 anelídeos, 535 cnidários, 400 poríferos, 308 invertebrados miscelâneos, 254 equinodermas, 178 vertebrados miscelâneos, 133 briozoários, 70 tunicados e 45 platelmintos. Nos outros reinos, foram identificadas duas bactérias, entre os vegetais, 488 rodófitas, 201 clorófitas e 14 angiospermas e entre os protistas, 49 dinoflagelados e 15 foraminíferos. O total de espécies pode chegar a 13 mil. Há registro de 66 espécies invasoras.

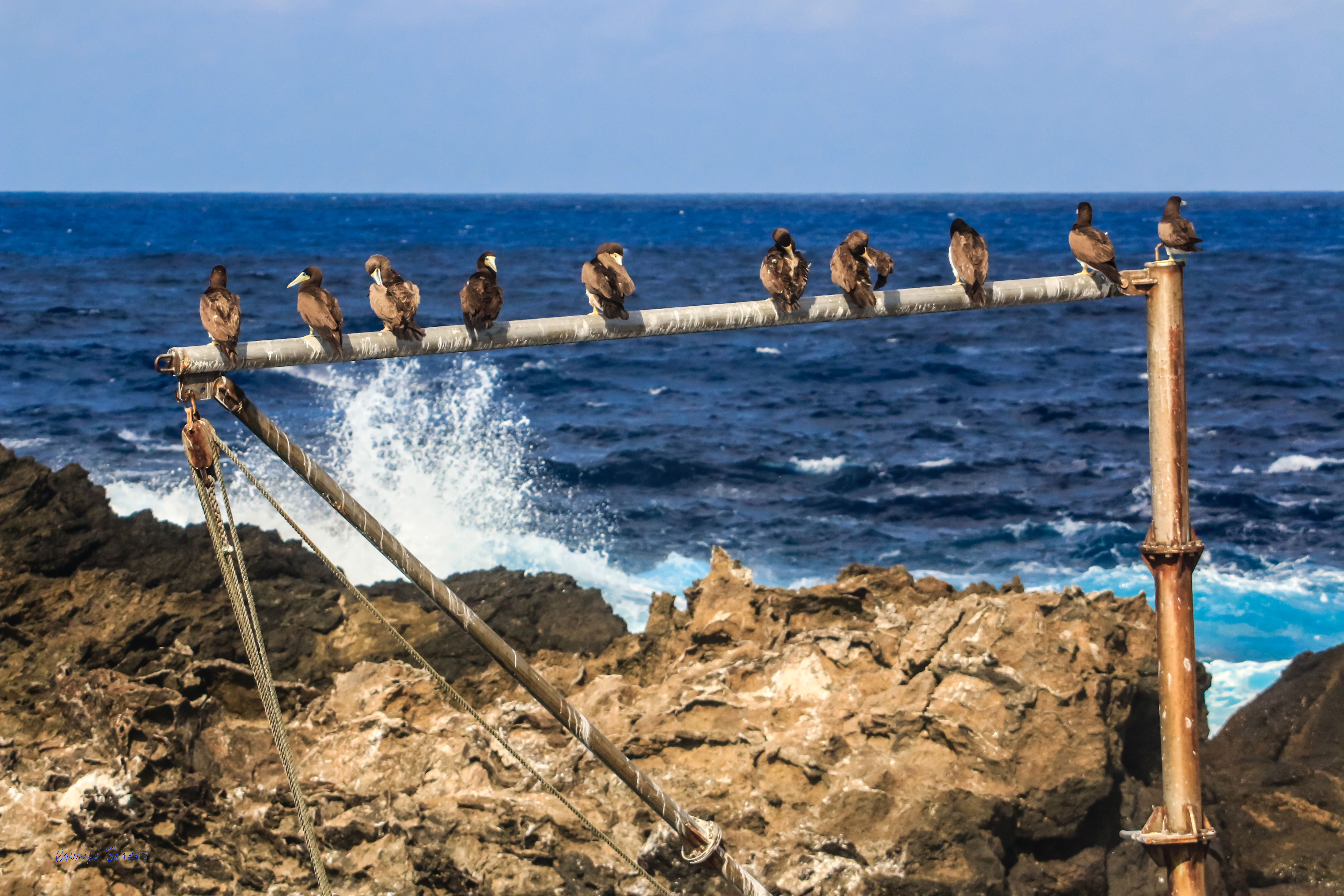
Aves marinhas no arquipélago de São Pedro e São Paulo

Entretanto, se o número de espécies é elevado, cada uma tem biomassa relativamente pequena. As duas correntes predominantes (do Brasil e do Norte do Brasil) são pobres em sais nutrientes na zona eufótica, onde ocorre a fotossíntese e a produção de biomassa na base da cadeia trófica, e têm termoclina profundo, limitando o fluxo de nutrientes do fundo à superfície. Maiores abundâncias de biomassa podem ser encontradas na Corrente das Malvinas, que tem concentração maior de sais nutrientes; nas áreas de ressurgência como Cabo Frio; nas imediações da costa, onde a pequena profundidade da água, a descarga fluvial, o vento e as marés enriquecem a água com a turbulência; e nos trechos do Norte influenciados pela água doce rica em nutrientes do rio Amazonas.
A base da produção primária nas águas oligotróficas é o picoplâncton. As áreas de ressurgência têm espécies de fitoplâncton de maiores dimensões e maiores populações de peixes pelágicos. A comunidade pelágica transfere matéria orgânica à comunidade bêntica, que tem dois grupos: os litorais norte, sudeste e sul, onde a plataforma continental é plana, com fundo de areia, lama e argila, e no leste e nordeste, onde ela é irregular e rochosa, formada por algas calcárias. As aves marinhas, em diversidade relativamente pequena (cerca de 130 espécies), migram a pontos como o Atol das Rocas para se reproduzir. As aves do Hemisfério Norte vêm de setembro a maio, e do sul, de maio a agosto.

## Atividade humana

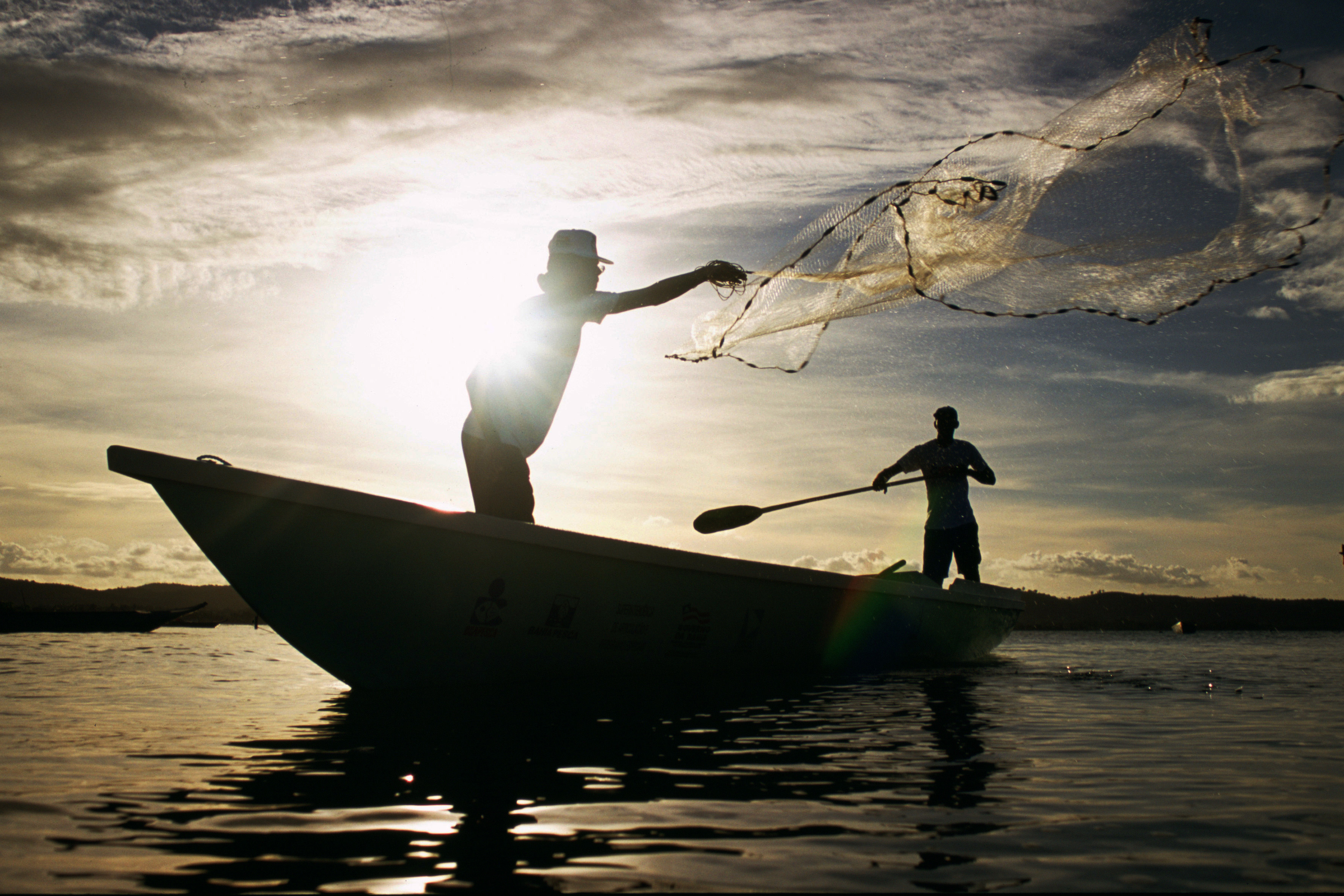
Pesca artesanal na Bahia

A dimensão humana da "Amazônia Azul" não tem a complexidade da "Amazônia Verde", pois sua população se limita a marinheiros e trabalhadores de plataformas petrolíferas. Por outro lado, quando se considera a área costeira, 26,6% da população brasileira, ou cerca de 50 milhões de habitantes, viviam nos seus 450 mil km² no censo de 2010, uma densidade demográfica até cinco vezes superior à média nacional. Esta população é altamente concentrada em alguns centros urbanos, deixando outras regiões do litoral com baixa densidade de ocupação. 13 das 71 regiões metropolitanas são litorâneas: Macapá, São Luís, Parnaíba, Fortaleza, Natal, João Pessoa, Recife, Maceió, Aracaju, Salvador, Vitória, Rio de Janeiro e Florianópolis. O uso de muitos recursos do litoral é concomitante e concorrente, sendo assim palco de conflitos socioambientais surgidos das contradições entre a conservação ambiental, o desenvolvimento econômico e os interesses públicos, privados, locais e globais.
Interesses tão diversos quanto os ministérios da Justiça e Segurança Pública, Defesa, Relações Exteriores, Economia, Infraestrutura, Agricultura, Pecuária e Abastecimento, Educação, Cidadania, Saúde, Minas e Energia, Ciência, Tecnologia e Inovação, Meio Ambiente, Turismo e Desenvolvimento Regional, além da Casa Civil da Presidência da República, são representados na Comissão Interministerial para os Recursos do Mar (CIRM). Esta comissão coordena os programas estratégicos do Estado brasileiro para o setor, como o Leplac, conforme delineado na Política Nacional para os Recursos do Mar (PNRM) e nos Planos Setoriais de Recursos do Mar (PSRM) editados a cada quadriênio. A CIRM é coordenada pelo comandante da Marinha, representado na comissão por um oficial que também chefia a secretaria (SECIRM), um órgão de apoio que mantém contato com ministérios federais, governos estaduais, a comunidade científica e entidades privadas.

### Pesquisa

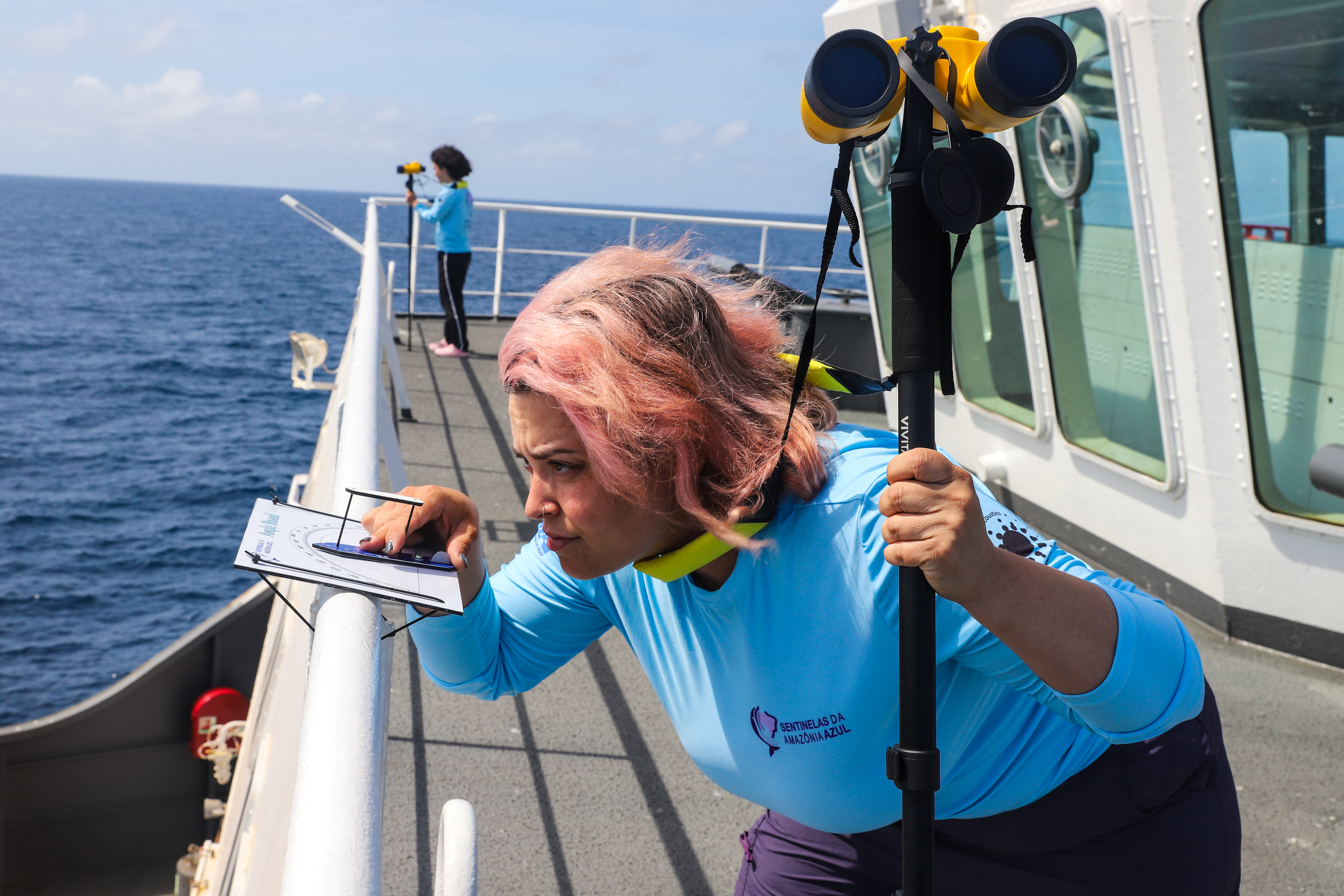
Observação de cetáceos na região entre o litoral e o arquipélago São Pedro e São Paulo

O Estado brasileiro investe em diversos programas de pesquisa no Atlântico Sul para fundamentar as propostas de extensão da plataforma continental, assegurar a presença nacional nas ilhas oceânicas e compreender a biodiversidade e recursos naturais da área. A área de Ciências do Mar brasileira teve sucesso nos levantamentos da geologia da plataforma continental e dos recursos vivos da ZEE, obras de engenharia e programas internacionais de pesquisa, mas o número de pesquisadores e a disponibilidade de equipamentos e meios flutuantes são insuficientes para o tamanho do campo de estudos.
A ciência, tecnologia e inovação (CT&I) oceânica no país é financiada principalmente por órgãos públicos, com exceções notáveis de empresas como a Chevron, Equinor, Shell, Vale e Petrobras. 65 instituições de ensino superior ofereciam 1 840 vagas anuais cursos em Ciências do Mar em 2022. Tanto a Marinha quanto instituições civis operam navios oceanográficos. Um instituto nacional do mar, comparável ao papel desempenhado pelo Instituto Nacional de Pesquisas Espaciais (Inpe), Empresa Brasileira de Pesquisa Agropecuária (Embrapa) e Fundação Oswaldo Cruz (Fiocruz) em outras áreas, inexistia até 2022, quando foi criado o Instituto Nacional de Pesquisas Oceânicas (Inpo). Com uma dotação inicial de apenas 17 funcionários e R$ 10 milhões em orçamento anual, é uma organização pequena, concebida para reunir os dados de pesquisa e direcionar trabalhos estratégicos.
Conforme a Comissão Oceanográfica Intergovernamental, de 370 mil artigos em ciência oceânica publicados no mundo de 2010 a 2014, autores brasileiros participaram de 13 mil. Em quatro categorias, as "funções e processos de ecossistemas marinhos", "saúde do oceano", "crescimento azul" e "saúde e bem-estar humano", a porcentagem de artigos no total de produções científicas brasileiras está acima da média internacional, e assim o Brasil é considerado especializado nessas áreas. A categoria "dados marinhos e observação oceânica" está na média internacional e o "oceano e clima", "tecnologia oceânica" e "crosta oceânica e riscos geológicos marinhos" estão abaixo.

### Economia

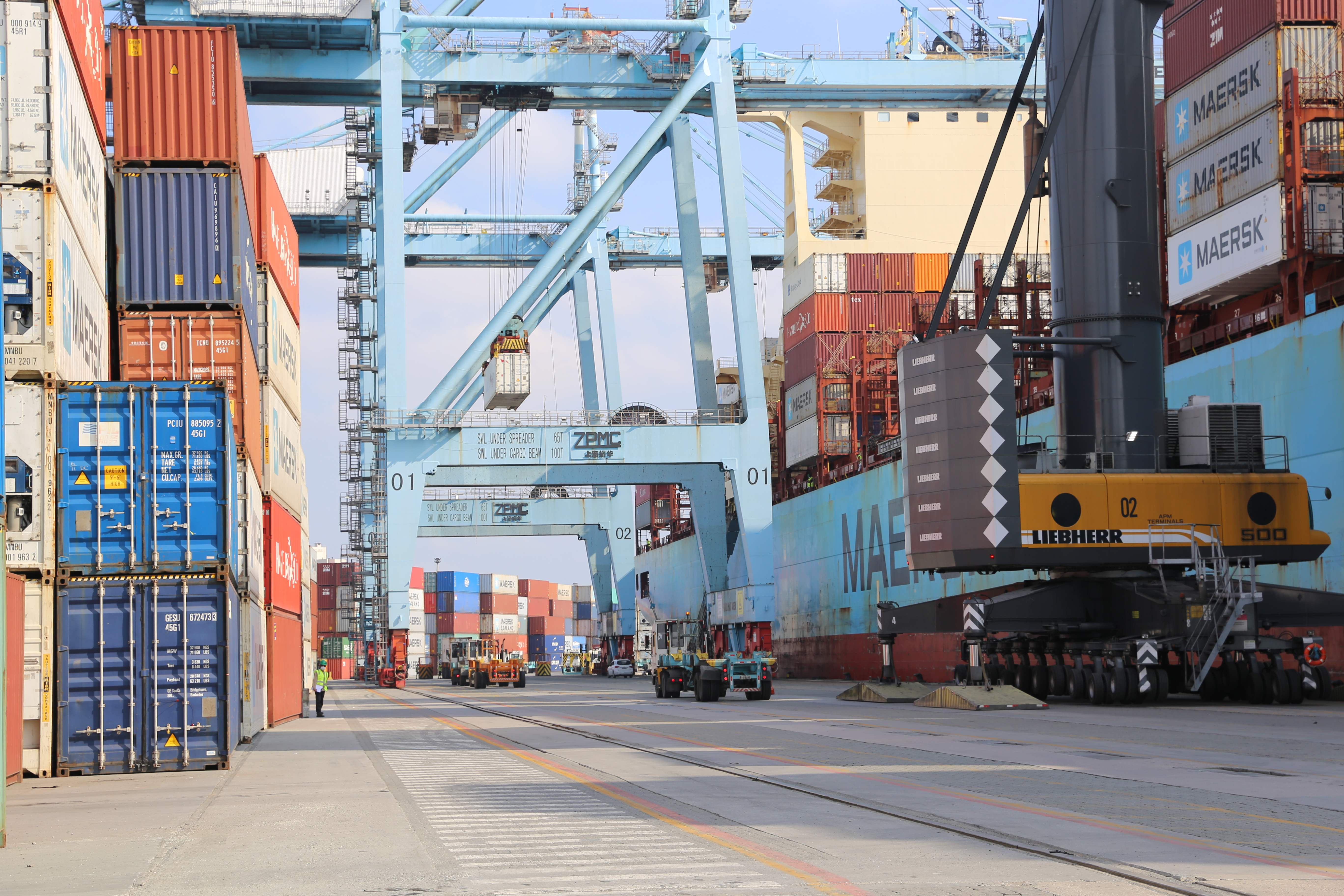
Contêineres no porto de Itajaí, Santa Catarina

As águas jurisdicionais participam diretamente do Produto Interno Bruto (PIB) brasileiro em seis setores: os serviços (especialmente o turismo), energia, manufaturas, defesa, pesca e transporte. O mar também abriga infraestruturas críticas de comunicação, os cabos submarinos de dados digitais, através dos quais passam 98% dos dados em circulação na Internet brasileira. Mas sua participação econômica indireta é muito maior e pode ser difícil de mensurar: o setor imobiliário nas cidades costeiras, por exemplo, é valorizado por sua proximidade. Especialistas consideram que o potencial do setor ainda não é plenamente aproveitado, especialmente no "PIB azul" ou economia azul, uma nova fronteira econômica com aspectos ambientais e sociais.
Entretanto, inexiste um "setor mar" nos principais indicadores econômicos como o PIB, de forma que muitas atividades são contabilizadas em outros setores, como o agropecuário. Não há uma metodologia oficial e sistematizada para o cálculo. O primeiro estudo científico para quantificar o setor produziu estimativas para o ano de 2015: a economia do mar teria gerado R$ 1,1 trilhões, ou 18,93% do PIB nacional, em 2015, ocupando 19 829 439 trabalhadores. Os setores "adjacentes ao mar" contribuíam com 16,26% do PIB nacional e 17 745 279 empregos, predominantemente no setor terciário. Já as atividades diretamente desenvolvidas no mar, ou cujos produtos são empregados no mar, representavam 2,67% do PIB e 2 084 160 empregos.
Nessa contagem a economia do mar brasileira é dominada pelo setor de serviços, relacionado ao turismo, e não a setores tradicionalmente marinhos como o petróleo, gás, pesca e aquicultura. O tamanho do setor, devidamente contabilizado, se compara ao do agronegócio. Comparações com as estimativas de outros países podem ser equivocadas, pois as metodologias são diferentes, mas o valor encontrado para a economia diretamente ligada ao mar é condizente com o calculado para os Estados Unidos em 2013, que foi 2,2% do PIB nacional. Em 2020 a CIRM determinou a criação do Grupo Técnico "PIB do Mar" para definir uma metodologia de mensuração e eventualmente publicar números oficiais através do IBGE.

#### Comércio

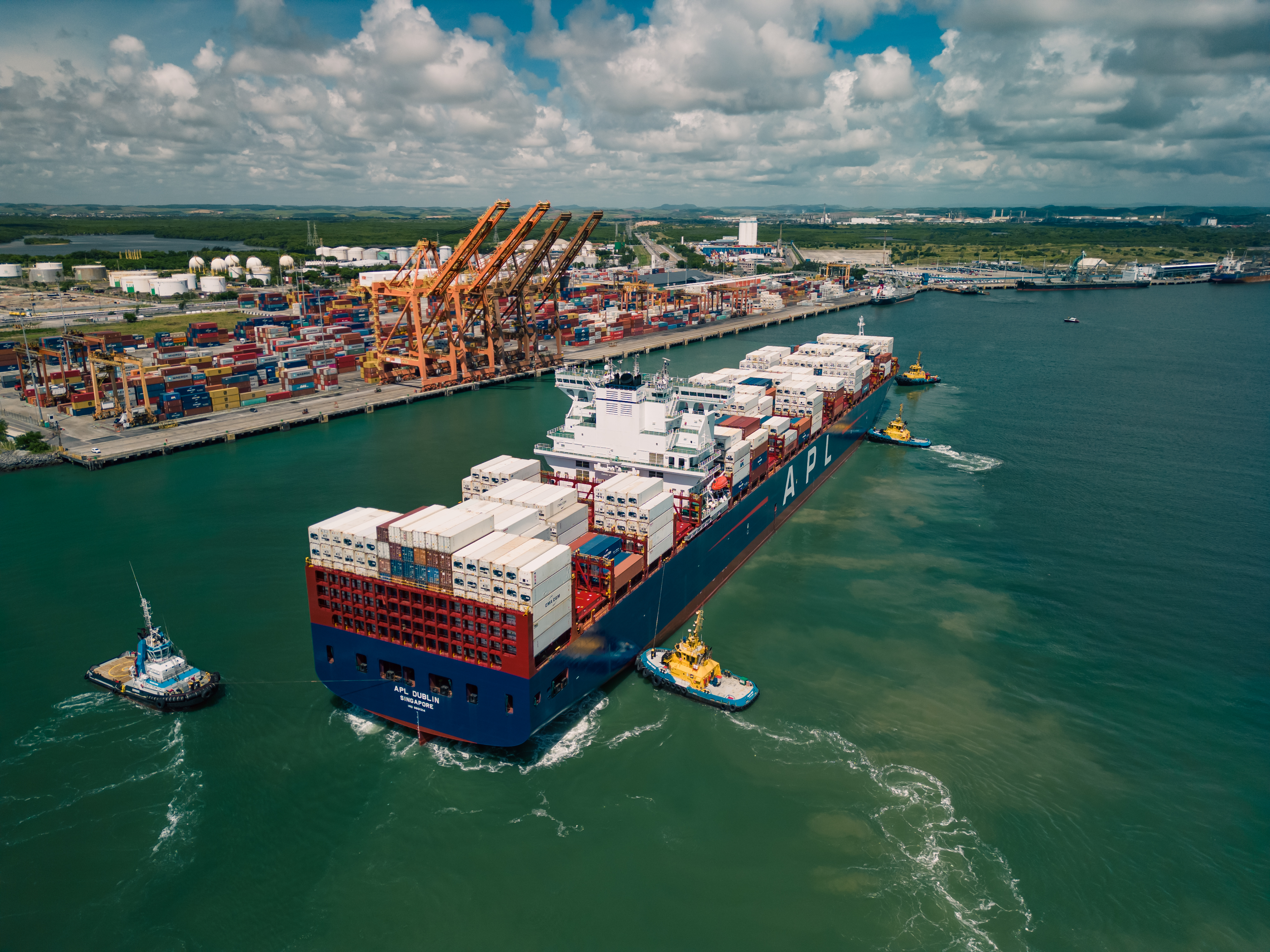
Navio de contêineres no porto de Suape, Pernambuco

As cidades litorâneas têm no mar uma via de comunicação natural entre si e com os outros continentes, a custos econômicos para grandes volumes de carga em longas distâncias. Desta forma, os portos brasileiros movimentaram 1,151 bilhão de toneladas de carga em 2020, empregando 43 205 trabalhadores registrados em 2021. A maior movimentação ocorreu em Santos, Paranaguá e Itaguaí, mas os portos do Norte e Nordeste estão em ascensão como rotas de escoamento da produção agrícola do Centro-Oeste.
O transporte marítimo de longo curso é a principal modalidade do comércio internacional brasileiro, representando, em 2021, 98,6% da massa e 88,9% do valor das exportações e 95% da massa e 74% do valor das importações. Em contraste, o comércio interno depende pouco da cabotagem, ao contrário do que o extenso litoral pode sugerir. A demanda doméstica de transporte dependia em 15% do modal aquaviário (10% na cabotagem) e 5% nas hidrovias em 2015, um grande declínio desde 1950, quando ele representava 32,4%. O setor ainda tem potencial e está em crescimento no século XXI. Ele atende em grande parte ao setor de petróleo e gás; de 2017 a 2019, os dois maiores locais de origem foram as bacias sedimentares de Campos e Santos, enquanto os dois maiores locais de destino foram os terminais aquaviários da Petrobras em São Sebastião e Angra dos Reis.
Historicamente a conexão entre os polos do litoral brasileiro era quase exclusivamente feita pela cabotagem, mas desde os anos 1950 as políticas de desenvolvimento priorizaram os modais terrestres e a indústria automobilística. O principal modal de transporte no presente é o rodoviário. A cabotagem tem potencial não aproveitado, e representantes do setor defendem sua previsibilidade, multimodalidade e menores riscos de avarias, roubos e acidentes ambientais. Entretanto, empresas interessadas em transportar seus produtos pela cabotagem têm de enfrentar dificuldades logísticas na integração modal, baixa frequência das linhas e altos custos, que são resultado do alto índice de ocupação dos navios.
A Marinha Mercante Brasileira empregava 26 631 marinheiros e 887 navios sob a bandeira nacional em 2023, representando uma tonelagem de porte bruto de 5,522 milhões. Ela é representativa no mercado nacional da cabotagem, respondendo por 92% do transporte em contêineres, 59,1% em carga geral, 24,3% em granel sólido e 4,1% em granel líquido em 2021. Por outro lado, a navegação de longo curso tem participação irrisória da bandeira brasileira, com algumas exceções, como o transporte a países do Mercosul ou a exportação de petróleo. Em 2008, empresas brasileiras contribuíam com cerca de 10% do mercado de fretes internacionais, em sua maioria usando navios estrangeiros fretados. Em 2005, apenas 4% dos fretes gerados pelo comércio exterior eram pagos a empresas brasileiras.

#### Construção naval

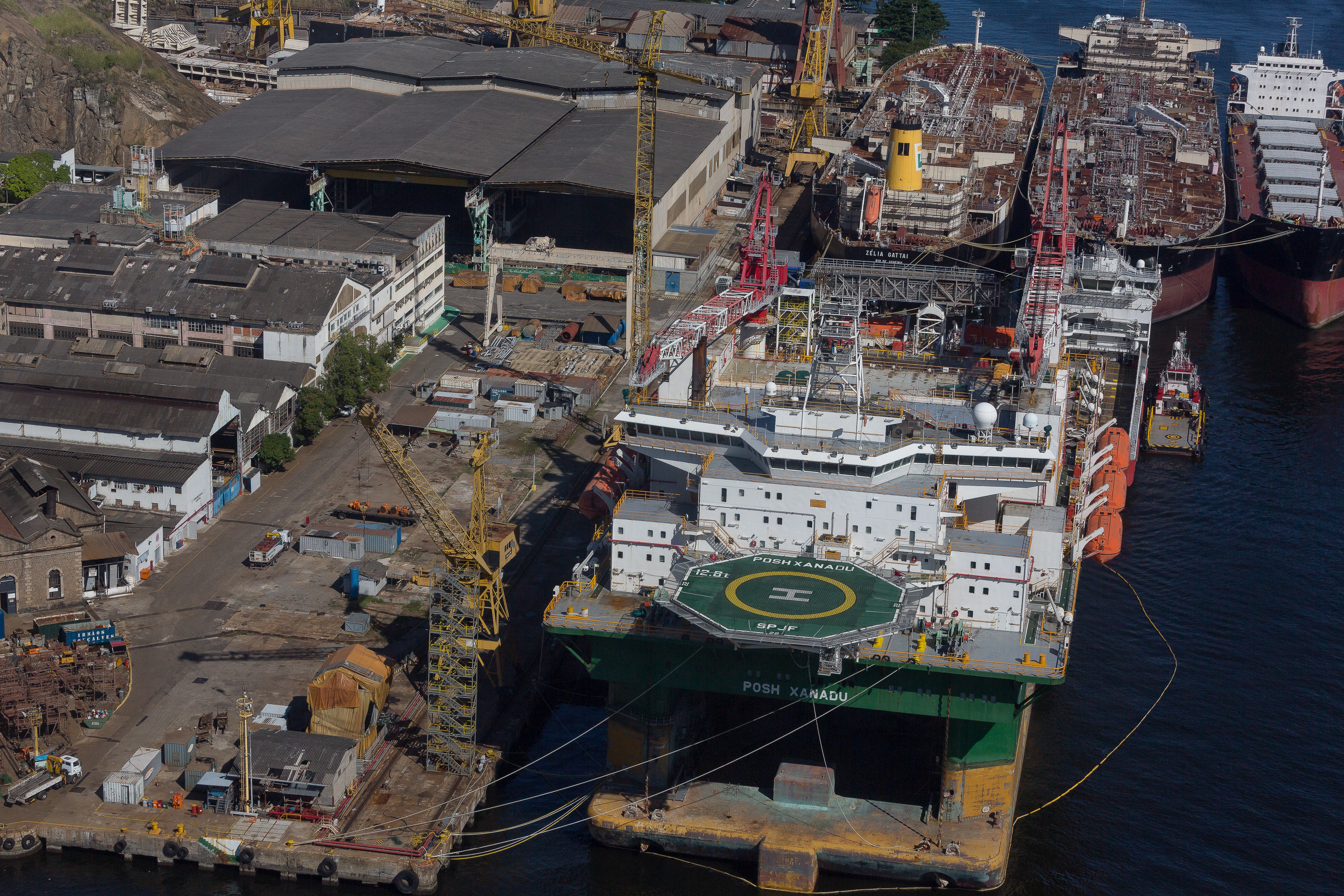
Estaleiro Mauá, em Niterói, Rio de Janeiro

A indústria naval brasileira é historicamente concentrada no Rio de Janeiro. Em 2010 havia 26 estaleiros em operação, dos quais 15 eram fluminenses. 152 projetos estavam em construção em 2016, principalmente barcaças e empurradores, com 82 unidades, seguidos de petroleiros, navios de apoio marítimo, rebocadores portuários, plataformas de produção, submarinos e gaseiros. A indústria é intensiva em mão de obra e cada emprego direto pode gerar outros cinco indiretos. Os estaleiros tinham 21 mil empregados em 2019, uma grande queda dos 82 mil em 2014, mas estavam em recuperação.
Em 1974, no auge do setor, a participação de navios de bandeira nacional no transporte de longo curso chegou a 17,6%. A produção declinou a partir dos anos 1980 e só retomou o crescimento no século XXI, impulsionada pela demanda da indústria petrolífera. As embarcações de bandeira nacional não conseguiram competir após a desregulação e retirada das políticas de reserva de mercado, e a construção naval no Brasil permaneceu mais onerosa do que em outros países com custos maiores de mão de obra e energia.

#### Turismo

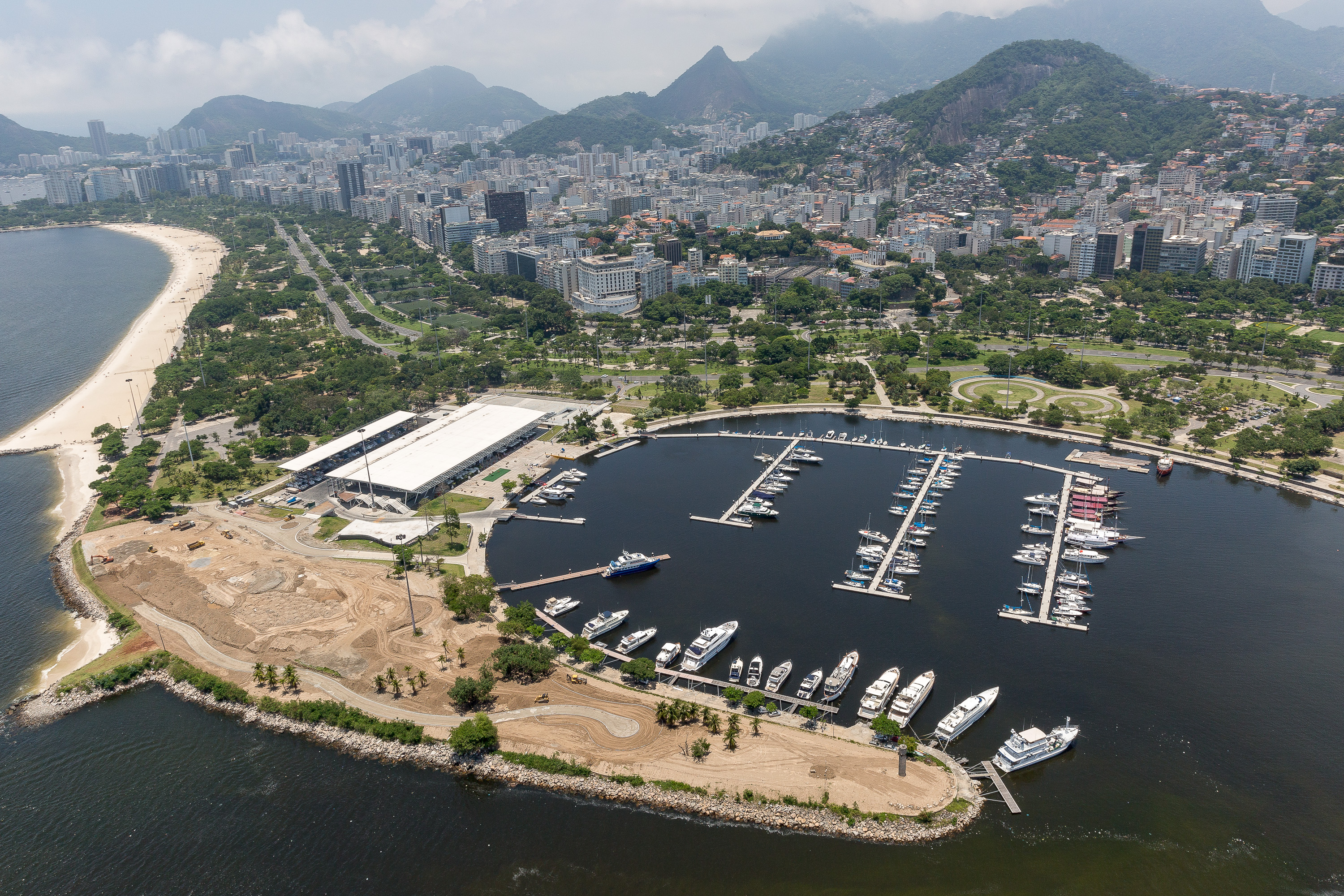
Marina da Glória, Rio de Janeiro

O setor de turismo náutico contribuiu com R$ 12,6 bilhões do PIB brasileiro de 2023, contando somente os passeios e esportes com lanchas, veleiros, iates, jets e outros barcos do gênero. O setor de barcos gerou 150 mil empregos diretos e indiretos. O turismo de cruzeiros acrescentou outros R$ 5 bilhões na temporada 2023/2024, com 80 mil empregos gerados. Entendido mais amplamente, o turismo do litoral inclui, além do turismo náutico, os turismos de praia, balneário, mergulho e outros, e todo um conjunto de infraestruturas de hospedagem, alimentação, recreação, artigos esportivos e marinas. Os atrativos brasileiros nesse setor são a vasta extensão do litoral e águas internas, seu clima e suas paisagens, com praias tropicais e subtropicais de areia branca e cadeias montanhosas na parte meridional. Há um déficit de vagas nos navios, indicando um potencial não aproveitado, mas faltam estruturas de atracação.

#### Mineração

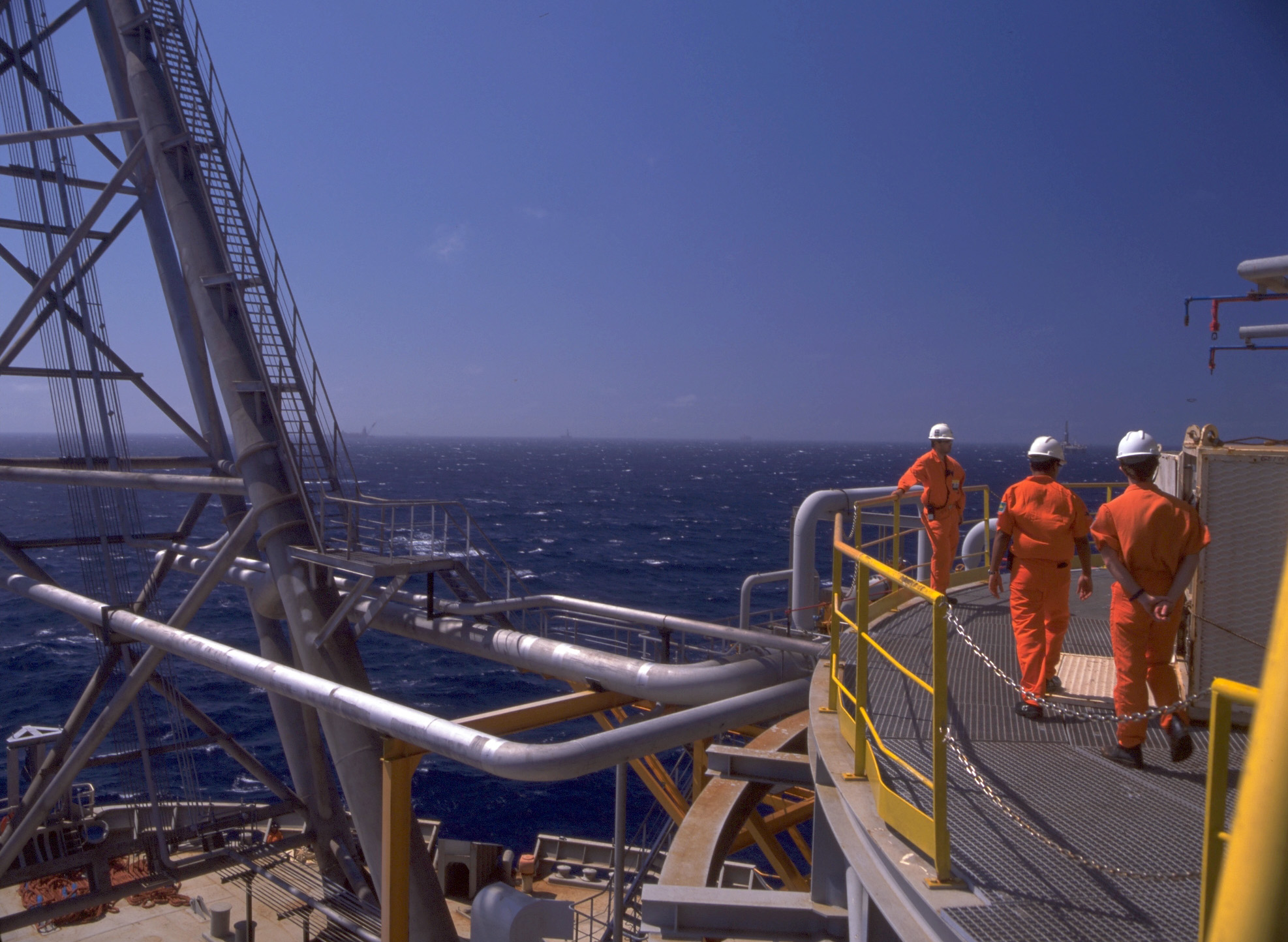
Trabalhadores numa plataforma petrolífera da Petrobras

O petróleo e gás natural estão entre os principais interesses do Brasil no mar, desde os anos 1970 e mais ainda depois das descobertas na camada pré-sal das bacias sedimentares em meados dos anos 2000. A maior parte da extração nacional desses recursos ocorre debaixo das águas jurisdicionais; os estados de maior produção em 2019 eram São Paulo, Rio de Janeiro e Espírito Santo. O Brasil era o 8.º maior produtor mundial de petróleo bruto e gás associado em 2023. A oferta excede a demanda doméstica, mas o país ainda importa o produto bruto e seus derivados por falta de capacidade nas refinarias.
O leito e subsolo do Atlântico Sul são também uma nova fronteira de mineração marinha. Na plataforma continental brasileira já se prospectaram jazidas de granulados, minerais pesados, carvão, fosforitas, evaporitos, enxofre, hidratos de gás, crostas cobaltíferas, sulfetos polimetálicos e nódulos polimetálicos. No presente, o setor é pouco relevante. Em 2019 os únicos onze títulos minerários emitidos pela Agência Nacional de Mineração para atividades no mar se referiam à produção de calcário e calcário conchífero.

#### Energia renovável

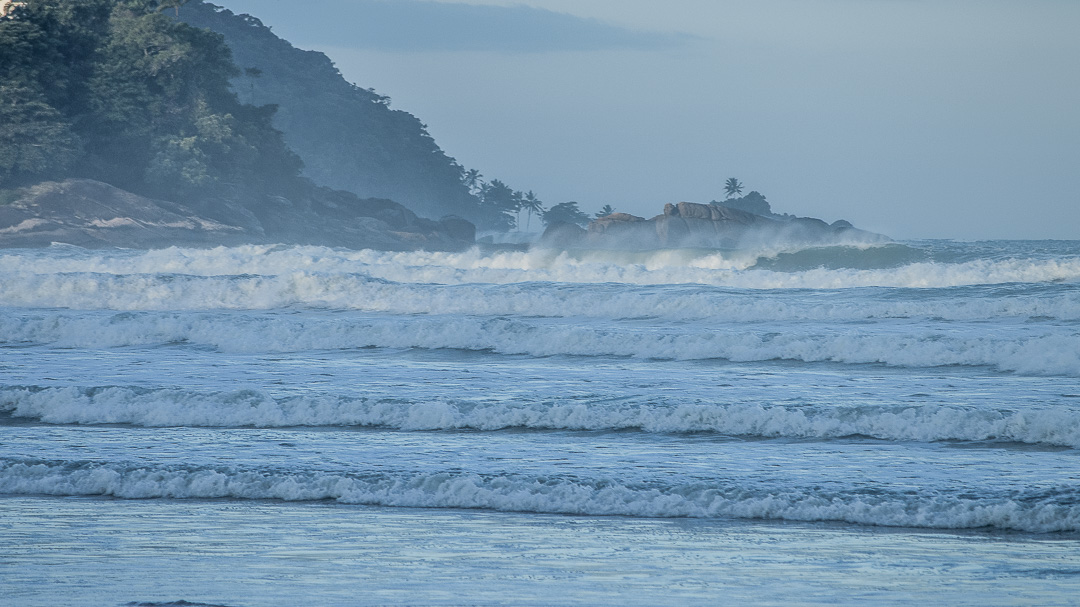
Ondas na Praia Grande, Ubatuba, São Paulo

O litoral brasileiro tem potenciais inexplorados de geração de energia renovável nas modalidades maremotriz, ondomotriz, eólica offshore, osmótica e de conversão de energia térmica oceânica. O potencial maremotriz e ondomotriz foi estimado em 114 GW em 2022. Os sítios viáveis para a exploração da energia das marés estão na região Norte e no Maranhão, enquanto a energia das ondas é aproveitável nos demais estados. O aproveitamento de gradientes verticais de temperatura (conversão de energia térmica oceânica) pode ser analisado nas ilhas oceânicas e na plataforma continental média de Santa Catarina ao Rio de Janeiro. Os gradientes osmóticos são possivelmente aproveitáveis nos grandes sistemas estuarinos, como a foz do Amazonas e a lagoa dos Patos.
O potencial eólico offshore foi estimado em 480 GW em fundação fixa (a profundidades inferiores a 70 m) e 748 GW em fundação flutuante (a até 1 000 m) em 2024. Grandes centros urbanos como Fortaleza, Rio de Janeiro e Porto Alegre estão próximos às principais regiões eólicas, com o maior potencial na região Sul. Entretanto, os custos iniciais seriam elevados e investimentos significativos na rede de transmissão, estrutura portuária e capacidade manufatureira seriam necessários para alcançar uma escala significativa de produção. Para efeito de comparação, a rede elétrica brasileira alcançou 200 GW de potência centralizada em 2024, tendo como principal fonte a energia hidrelétrica.

#### Pesca

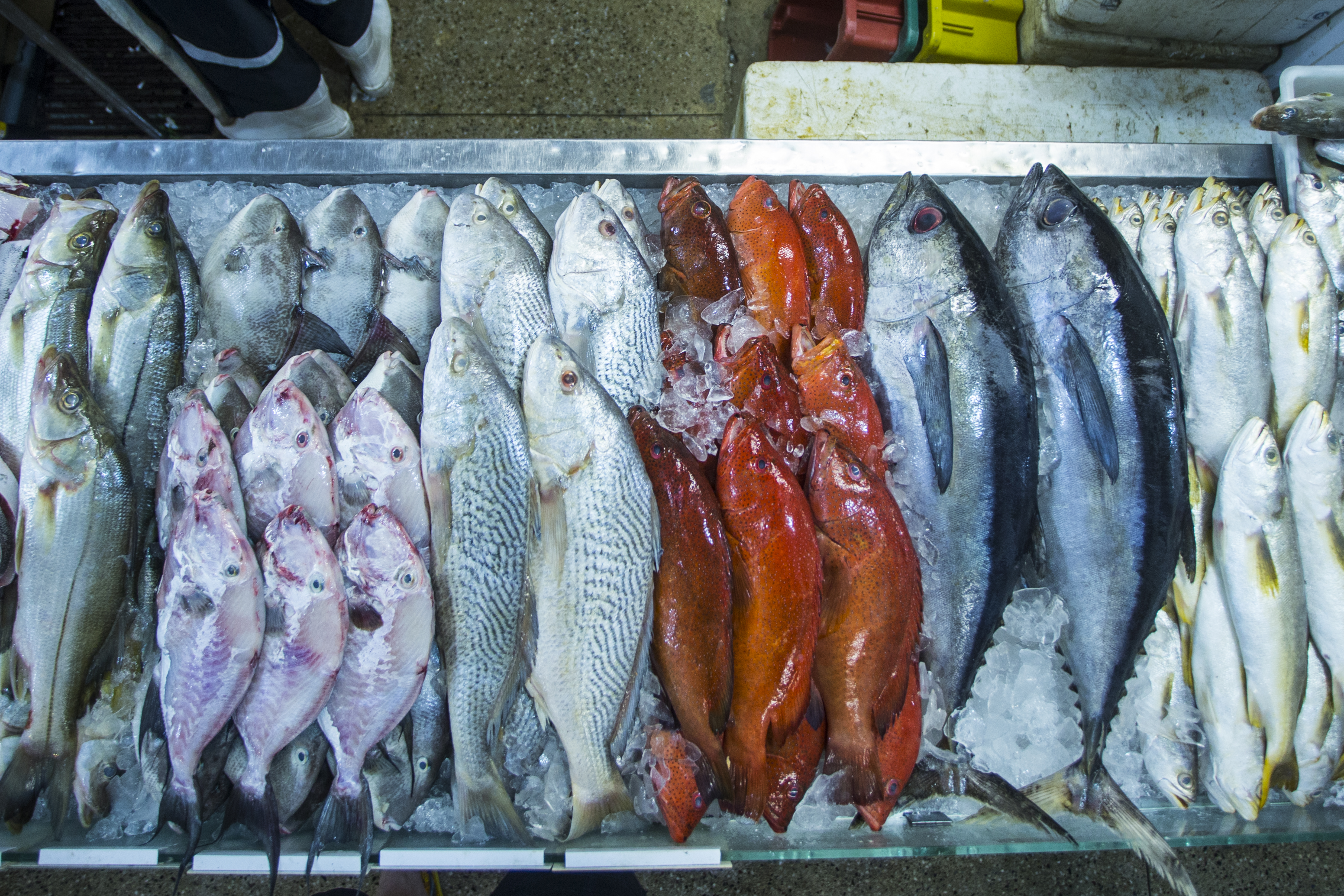
Peixes em mercado de Vitória, Espírito Santo

O Brasil historicamente contribui com pouco mais de 0,5% da produção mundial de pesca marítima. A Organização das Nações Unidas para a Alimentação e Agricultura (FAO) registrou uma produção de 758 mil toneladas pescadas no Brasil em 2022, de um total mundial de 91,029 milhões. Mais de 30% das capturas ocorrem nos rios e lagos. O Brasil também produziu 738 mil toneladas na aquicultura, de um total mundial de 94,413 milhões. A pesca industrial de foco exportador desenvolveu-se no país a partir dos anos 1960, impulsionada por uma crença equivocada na infinita disponibilidade dos estoques pesqueiros. A grande extensão das águas jurisdicionais, por si só, não torna o Brasil uma potência pesqueira, pois as condições oceanográficas, já referidas, não produzem grandes biomassas de pescado.
Os estoques pesqueiros foram avaliados pelo Programa de Avaliação do Potencial Sustentável de Recursos Vivos na Zona Econômica Exclusiva do Brasil (ReviZEE), uma iniciativa multidisciplinar e descentralizada executada de 1996 a 2005. Quando de sua conclusão, 69% da pesca marinha consistia em oito famílias: pescadas e corvinas (Sciaenidae), sardinhas (Clupeidae), atuns e afins (Scombridae), camarões da família Penaeidae, bagres da família Ariidae, tainhas da família Mugilidae, arabaianas, xaréus, xareletes, garajubas e outros peixes da família Carangidae e pargos, gauiúbas, ariacós e outros peixes da família Lutjanidae. A maioria das espécies-alvo da pesca costeira e continental estavam sobre-explotadas, não havendo perspectiva de aumento da produção. Havia mais potencial na pesca oceânica, mas mesmo neste caso, os estoques já estavam próximos aos limites do uso sustentável. Mesmo nas águas profundas inacessíveis às frotas tradicionais, os estoques têm potencial limitado. O maior potencial de crescimento a longo prazo está na aquicultura, inclusive na maricultura no litoral recortado por enseadas e baías.
A pesca e aquicultura contribuem com pouco mais de 0,5% do PIB nacional, embora tenham grande relevância a nível local, gerando 3,5 milhões de empregos diretos ou indiretos. A maioria é de pescadores artesanais e suas famílias. De uma frota estimada em 21 732 embarcações em 2019, a grande maioria tinha menos de 12 metros de comprimento e só um terço era motorizada. A pesca industrial concentra-se nas regiões Sul e Sudeste. O pescado não é central na dieta brasileira: o consumo anual per capita era de 9,5 kg em 2020, abaixo da média global de 20 kg. Ainda assim, a produção é insuficiente para atender a demanda e em 2022 o Brasil estava entre os 11 maiores importadores de pescado do mundo.

#### Biotecnologia
Além da pesca, outra categoria de recursos vivos é a biotecnologia, aproveitando moléculas ou genes de microrganismos marinhos. No Atlântico Sul, as pesquisas concentram-se em enzimas hidrolíticas e biorremediação. O Estado brasileiro promove um programa de prospecção, o Biomar, desde 2005. O impacto ambiental desta atividade é irrisório, mas a industrialização dos produtos biotecnológicos marinhos ainda estava distante em 2020.

### Política ambiental

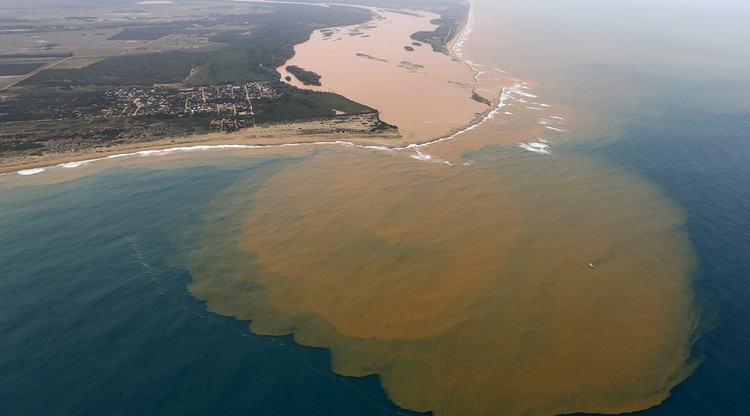
Água contaminada do rio Doce desemboca no oceano após o rompimento da barragem de Mariana

Os ecossistemas marinhos brasileiros são pressionados pela pesca industrial, navegação, poluição portuária e terrestre, desenvolvimento costeiro, mineração, extração de petróleo e gás, espécies invasivas e mudança do clima. Resíduos industriais, de mineração, agrícolas, farmacológicos, sanitários e outros alcançam o mar a partir do continente. Um caso particularmente grave foi o rompimento de barragem em Mariana, no qual rejeitos de mineração carregados de ferro, alumínio, manganês, arsênio, mercúrio e outros metais atravessaram mais de 600 km no rio Doce até desembocar no mar. Os acidentes com os navios petroleiros são o tipo mais visível de poluição, do qual o maior caso registrado no país foi o vazamento de óleo no Nordeste em 2019. A acidificação oceânica global pode impedir a calcificação das algas do Espírito Santo e do banco de Abrolhos e dissolver as paredes calcárias já formadas, liberando à atmosfera seu gás carbônico acumulado. No Atlântico Sul, a elevação da temperatura de superfície do mar tenderá a enfraquecer a Corrente das Malvinas, deslocando sua confluência com a Corrente do Brasil mais para o sul.
A gestão ambiental do espaço marinho brasileiro é conduzida por um emaranhado de políticas, normas, programas e agências. A fiscalização cabe ao Instituto Brasileiro do Meio Ambiente e dos Recursos Naturais Renováveis (IBAMA) e a própria Marinha. Em 2021 havia 190 unidades de conservação em áreas marinhas brasileiras, cobrindo 27,6% do mar territorial e 26,4% da Zona Econômica Exclusiva, para um total de 26,5% das duas áreas. A área costeira tinha outras 549 unidades. Até a criação de duas áreas de proteção ambiental nos arquipélagos de São Pedro e São Paulo e de Trindade e Martim Vaz, em 2020, a cobertura de unidades de conservação na ZEE não passava de 1,5%. A medida permitiu ao Brasil anunciar seu cumprimento da Meta 11 de Aichi, de proteger ao menos 10% das áreas costeiras e marinhas. Este compromisso foi firmado pelo país, como signatário da Convenção sobre Diversidade Biológica, em 2010.
Ainda assim, a cobertura de áreas de proteção integral (no take) ficou em apenas 2,5%. O Ministério do Meio Ambiente tinha como meta a ampliação desse tipo de cobertura para além de 10% nos 15 anos seguintes. Áreas prioritárias sem proteção incluíam os recifes no limite da plataforma continental amazônica, as águas rasas da cadeia Norte-Brasileira, o sul do banco de Abrolhos e, na região Sul, os bancos de coral de águas profundas, leitos de rodolitos e comunidades bênticas de fundos não consolidados. As áreas de prioridade máxima, correspondendo a 83 mil km², estão no Sudeste e sul da Bahia, onde há a maior sobreposição de fatores de risco e biodiversidade. Esta conclusão, publicada na revista Diversity and Distributions, foi baseada na distribuição de 143 espécies animais com estados de conservação em perígo crítico, em perigo ou vulneráveis. Os autores consideram que as áreas existentes são escolhidas por critérios mais oportunistas e políticos do que biológicos. Os arquipélagos de São Pedro e São Paulo e Trindade e Martim Vaz são áreas remotas e sua conservação fere poucos interesses, ao contrário do litoral.

### Segurança

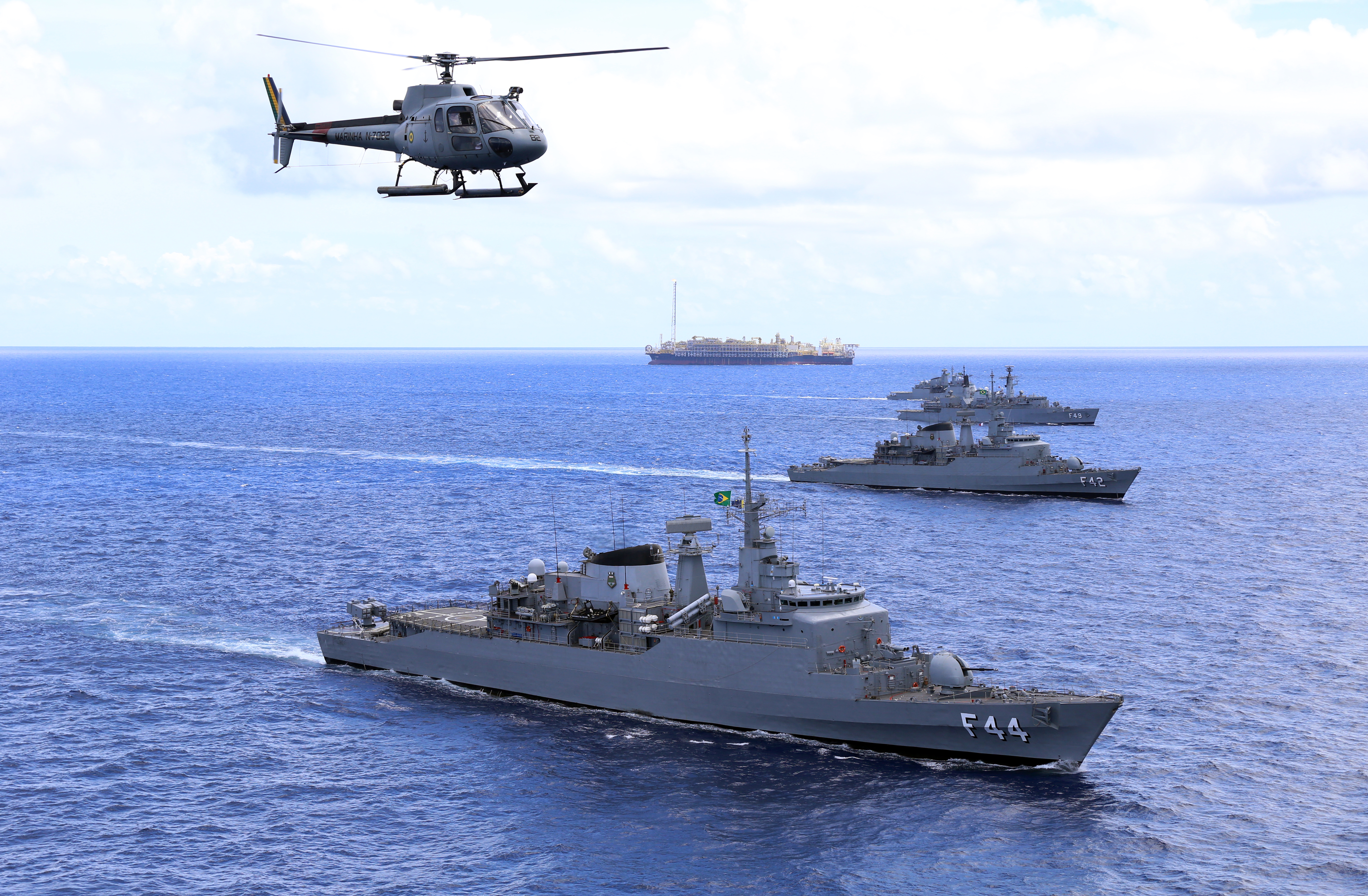
Fragatas navegam perto da unidade flutuante de armazenamento e transferência Cidade de Itaguaí MV26

Os limites da "Amazônia Azul" são linhas imaginárias sobre o mar e só existem fisicamente enquanto patrulhados por navios brasileiros. Ela é uma região de fronteira e, como tal, precisa ser monitorada e eventualmente negada ao acesso de atores externos. Este encargo cabe às Forças Armadas, especialmente a Marinha, na sua natureza "dual", ao mesmo tempo para operações de guerra e de policiamento. Não há guarda costeira independente. Em reconhecimento formal desse papel, o Comando da Marinha recebe parte dos royalties da extração de petróleo na plataforma continental. A Força Aérea Brasileira (FAB) reforça este trabalho da Marinha com suas aeronaves de aviação de patrulha. O Brasil tem ainda responsabilidades de busca e resgate sobre o mar, dos paralelos 07° N a 35° S até o meridiano 10° W.
O lado de "guarda costeira" da Marinha é representado por seus Distritos Navais, aos quais são alocados um número considerável de navios-patrulha. O comandante da Marinha é a Autoridade Marítima Brasileira e, como tal, é responsável por implementar e fiscalizar as leis e regulamentos referentes ao mar e águas interiores, entendendo-se no direito de apresar embarcações estrangeiras que realizem atividades não autorizadas em quaisquer das zonas marítimas de AJB e encaminhá-las às autoridades competentes.
No seu lado bélico, a Marinha é encarregada de dissuadir potências estrangeiras, com prioridades de defesa nas faixas de Santos a Vitória, a foz do Amazonas, os arquipélagos, ilhas oceânicas, plataformas petrolíferas e instalações navais e portuárias. No entendimento estratégico naval, a Amazônia Azul é a "área vital", mas também são de interesse a "área primária", o Atlântico do paralelo 16° N até a Antártica, e a "área secundária", o Mar do Caribe e Oceano Pacífico oriental. Na defesa de seus interesses no Atlântico Sul, o Brasil empreende um duplo esforço de reequipamento militar e aproximação dos países da região.

### Citações
1. ↑  Zanella 2018, p. 2834-2836.
2. ↑  Zanella 2018, Silva 2020a, Assumpção 2018, p. 65-67.
3. 1 2  «Amazônia Azul». Delegacia da Capitania dos Portos em Angra dos Reis. Consultado em 14 de novembro de 2024
4. 1 2 3 4  Serafim 2007, p. 27.
5. 1 2  «Unidades de Conservação Costeiras e Marinhas». Ministério do Meio Ambiente e Mudança do Clima. 17 de dezembro de 2021
6. 1 2  Silva 2019, p. 110.
7. 1 2  Andrade et al. 2022, p. 42.
8. ↑  Carvalho 2018, p. 93.
9. 1 2 3  Andrade & Franco 2018, p. 156.
10. 1 2 3  Violante 2022, p. 81.
11. ↑  Assumpção 2018, p. 16-19.
12. 1 2  Souza 1999, p. 79.
13. ↑  Andrade & Franco 2018, p. 153.
14. ↑  Zanella 2018, p. 2842.
15. ↑  Andrade & Franco 2018, p. 154-155.
16. ↑  Zanella 2018, p. 2843-2844.
17. ↑  Souza 1999, p. 80.
18. ↑  Andrade & Franco 2018, p. 155-156.
19. ↑  Silva 2020a, p. 302-303.
20. ↑  Silva 2020a, p. 298.
21. ↑  BRASIL, Decreto-lei nº 2.986, de 27 de janeiro de 1941.  Dispõe sobre as normas que devem seguir os navios mercantes quando em águas jurisdicionais brasileiras.
22. 1 2 3  Mendes 2006, p. 102.
23. ↑  BRASIL, Decreto nº 28.840, de 8 de novembro de 1950.  Declara integrada ao território nacional a plataforma submarina, na parte correspondente a esse território, e dá outras providências.
24. ↑  BRASIL, Decreto-Lei nº 44, de 18 de Novembro de 1966.  Altera os limites do mar territorial do Brasil, estabelece uma zona contígua e dá outras providências.
25. ↑  Pescarini, Fábio (26 de agosto de 2024). «À espera de aprovação de aumento territorial, Amazônia Azul entra no mapa de atlas escolar». Folha de S. Paulo. Cópia arquivada em 26 de agosto de 2024
26. ↑  Silva 2020a, p. 295-296.
27. ↑  Silva 2020a, p. 298-299.
28. 1 2  Silva 2020a, p. 305.
29. ↑  Silva 2020a, p. 301-302.
30. ↑  Silva 2020a, p. 303-304.
31. ↑  Silva 2020a, p. 299-300, 304-306.
32. ↑  Assumpção 2018, p. 35-36.
33. ↑  Zanella 2018, p. 2839.
34. ↑  Figueirôa 2014, p. 44.
35. ↑  Ventura 2020, p. 279-280.
36. 1 2  Zanella 2018, p. 2847.
37. 1 2  Assumpção 2018, p. 64.
38. ↑  Silva 2020a, p. 295.
39. ↑  Silva 2020a, p. 295, 324.
40. ↑  Zanella 2018, p. 2831.
41. ↑  Assumpção 2018, p. 41.
42. ↑  Assumpção 2018, p. 65-67.
43. ↑  Ventura 2020, p. 278-279.
44. ↑  Moura Neto, Júlio Soares de (7 de março de 2013). «"A importância da construção do submarino de propulsão nuclear brasileiro"». Defesa Aérea & Naval. Consultado em 11 de dezembro de 2024
45. ↑  «Amazônia Azul». Marinha do Brasil. Consultado em 11 de dezembro de 2024
46. 1 2  Zanella 2018, p. 2831-2833.
47. ↑  Carvalho 2022, The idea of a Blue Amazon.
48. ↑  Ventura 2020, p. 279.
49. ↑  Ventura 2020, p. 281.
50. ↑  Marreiro 2021, p. 128, 177-180.
51. ↑  Ventura 2020, p. 278-279, 366.
52. 1 2 3 4  Marreiro 2021, p. 98.
53. ↑  Maia 2020, p. 19.
54. ↑  Silva 2017, p. 25.
55. ↑  Violante 2022, p. 83.
56. ↑  Silva 2020a, p. 299.
57. ↑  Souza, Beto (24 de junho de 2024). «Amazônia Azul: entenda por que o Brasil é maior do que está no mapa». CNN Brasil. Consultado em 9 de outubro de 2024
58. ↑  Silva 2020a, p. 302.
59. ↑  Cunha 2015, p. 35.
60. ↑  Mohriak & Torres 2017, p. 63-64.
61. ↑  BRASIL, Decreto-lei nº 794, de 19 de outubro de 1938. Aprova e baixa o Código de Pesca.
62. ↑  Mendes 2006, p. 103.
63. ↑  Silva 2020a, p. 312.
64. ↑  BRASIL, Decreto-Lei nº 553, de 25 de Abril de 1969.  Altera os limites do Mar Territorial do Brasil e dá outras providências.
65. ↑  Carvalho 1999, p. 112.
66. ↑  Carvalho 1999, p. 124.
67. ↑  Carvalho 1999, p. 111, 115-116.
68. ↑  Mendes 2006, p. 106.
69. ↑  Carvalho 1999, p. 115.
70. ↑  Mendes 2006, p. 102-103.
71. ↑  Carvalho 1999, p. 113.
72. ↑  Mendes 2006, p. 107.
73. ↑  BRASIL, Lei nº 8.617, de 4 de janeiro de 1993.  Dispõe sobre o mar territorial, a zona contígua, a zona econômica exclusiva e a plataforma continental brasileiros, e dá outras providências.
74. ↑  «Basic Search - EEZ». Sea Around Us. Consultado em 14 de novembro de 2024
75. ↑  Mohriak & Torres 2017, p. 76.
76. 1 2  Sumida, Bernardino & De Léo 2020, p. 3.
77. ↑  Figueirôa 2014, p. 122.
78. 1 2  Silva 2020b, p. 8.
79. 1 2  Zee, David (10 de fevereiro de 2021). «Marcos territoriais da Amazônia Azul: as ilhas oceânicas». Olhar Oceanográfico. Consultado em 14 de novembro de 2024
80. ↑  Marinho, Ana Clara; Cavalcanti, Juliana (29 de junho de 2023). «Censo do IBGE: Fernando de Noronha é menor localidade de Pernambuco, mas viu população crescer 20,42% desde 2010». G1 Pernambuco. Consultado em 14 de novembro de 2024
81. ↑  Dellagnezze, René (1 de abril de 2016). «Os enclaves, os exclaves e a soberania do estado no mundo globalizado». Âmbito Jurídico. Consultado em 14 de novembro de 2024
82. ↑  Carvalho 1999, p. 121.
83. ↑  Colombia 2019, p. 133.
84. ↑  «Ilha da Trindade, tesouro nacional no extremo leste da Amazônia Azul». Agência Marinha de Notícias. 21 de agosto de 2023. Consultado em 18 de novembro de 2024
85. ↑  Silva 2020b, p. 3, 8.
86. ↑  Silva 2020b, p. 4-7.
87. ↑  Figueirôa 2014, p. 195.
88. ↑  Silva 2020b, p. 2, 8.
89. ↑  Silva 2020b, p. 10.
90. ↑  Silva 2020b, p. 7.
91. ↑  Silva 2020b, p. 9.
92. ↑  Silva 2020b, p. 11-13.
93. ↑  Mendes 2006, p. 121.
94. 1 2  Doria, Vinicius (19 de novembro de 2024). «Amazônia Azul completa 20 anos; conheça as riquezas do território marítimo». Correio Braziliense. Consultado em 28 de novembro de 2024
95. ↑  Silva 2020b, p. 1, 14-16.
96. ↑  Figueirôa 2014, p. 59-62.
97. ↑  Almeida 2006, p. 4-10.
98. ↑  «Para onde vão as correntes no litoral do Brasil?». Oceano para Leigos. 24 de fevereiro de 2022. Consultado em 20 de novembro de 2024
99. 1 2 3 4 5  CEMBRA 2022, cap. VI, p. 18.
100. 1 2  CGEE 2008, p. 228.
101. 1 2 3  Bou-Haya & Sato 2022, p. 2.
102. ↑  Serafim 2005, p. 210-213.
103. ↑  Miloslavich et al. 2011, p. 17-18.
104. ↑  Serafim 2005, p. 211-213.
105. ↑  Serafim 2007, p. 37.
106. ↑  Serafim 2005, p. 213.
107. ↑  Sumida, Bernardino & De Léo 2020, p. 12.
108. 1 2  Miloslavich et al. 2011, p. 17.
109. ↑  Serafim 2005, p. 226-227.
110. ↑  Serafim 2005, p. 227-228.
111. ↑  Serafim 2005, p. 228-230.
112. ↑  Serafim 2005, p. 69.
113. ↑  Duarte & Horta 2012, p. 954.
114. ↑  Serafim 2005, p. 82.
115. ↑  Serafim 2005, p. 270-273.
116. ↑  Miloslavich et al. 2011, p. 18.
117. ↑  Sumida, Bernardino & De Léo 2020, Prefácio à série e p. XI do prefácio ao livro.
118. ↑  Serafim 2005, p. 107.
119. ↑  Miloslavich et al. 2011, p. 20.
120. ↑  Sumida, Bernardino & De Léo 2020, p. 37-39.
121. ↑  Miloslavich et al. 2011, p. 19.
122. 1 2  Toledo, Karina (29 de outubro de 2013). «Número de espécies descritas na costa brasileira pode chegar a 13 mil». Agência Fapesp. Consultado em 24 de novembro de 2024
123. ↑  Miloslavich et al. 2011, p. 23.
124. ↑  Serafim 2007, p. 112, 158.
125. ↑  Serafim 2005, p. 112-114.
126. ↑  Miloslavich et al. 2011, p. 22.
127. ↑  Costa 2017, p. 40.
128. ↑  CEMBRA 2022, cap. XIII, p. 8.
129. ↑  Serafim 2005, p. 103.
130. ↑  Serafim 2005, p. 38, 104.
131. ↑  Andrade et al. 2022, p. 38.
132. ↑  Andrade et al. 2022, p. 40.
133. ↑  CEMBRA 2022, cap. XI, p. 19-20.
134. ↑  «Institucional». Comissão Interministerial para os Recursos do Mar. Consultado em 14 de novembro de 2024
135. ↑  Silva 2017, p. 26.
136. ↑  Figueirôa 2014, p. 181-182.
137. ↑  Abdenur & Souza 2013, p. 5, 10-11.
138. ↑  CEMBRA 2022, cap. XV, p. 38-39.
139. ↑  Pinho, Turra & Andrade 2021, p. 8-9.
140. ↑  CEMBRA 2022, cap. XV, p. 25.
141. ↑  Nonnato, Luiz Vianna. «Embarcações oceanográficas». Instituto Oceanográfico. Consultado em 2 de dezembro de 2024
142. 1 2  Pinho, Turra & Andrade 2021, p. 8.
143. ↑  Galdino, Emanuel (15 de dezembro de 2022). «Brasil ganha instituto nacional voltado à pesquisa sobre oceanos». Folha de S. Paulo. Cópia arquivada em 15 de dezembro de 2022
144. 1 2  Malar, João Pedro (10 de março de 2022). «"PIB do mar" ainda tem potencial a ser explorado no Brasil, dizem especialistas». CNN Brasil Business. Consultado em 27 de novembro de 2024
145. ↑  Andrade et al. 2022, p. 31-32.
146. ↑  Andrade et al. 2022, p. 7-8.
147. 1 2  Andrade et al. 2022, p. 39-40.
148. 1 2  Almeida, Luciana (3 de maio de 2022). «O valor do mar no PIB brasileiro». Agência Marinha de Notícias. Consultado em 27 de novembro de 2024
149. ↑  Carvalho 2018, p. 25.
150. ↑  Carvalho 2018, p. 25, 82, 93, 103.
151. ↑  Carvalho 2018, p. 165, 173.
152. ↑  Carvalho 2018, p. 34.
153. ↑  Carvalho 2018, p. 76.
154. ↑  Carvalho 2018, p. 94.
155. ↑  CEMBRA 2022, cap. VIII, p. 2.
156. 1 2 3 4  Andrade et al. 2022, p. 23.
157. ↑  «Paranaguá é a segunda cidade com mais trabalhadores portuários no Brasil». Portos do Paraná. 27 de janeiro de 2023. Consultado em 30 de novembro de 2024
158. ↑  CEMBRA 2022, cap. X, p. 17.
159. 1 2  Maia 2020, p. 138.
160. 1 2  CEMBRA 2022, cap. VIII, p. 4.
161. ↑  Maia 2020, p. 139-143.
162. ↑  Andrade et al. 2022, p. 22.
163. ↑  «A cabotagem no Brasil». Associação Brasileira dos Armadores de Cabotagem. Consultado em 30 de novembro de 2024
164. ↑  Nóbrega 2008, p. 15-16.
165. ↑  «Maritime profile: Brazil». UNCTAD Data Hub. Consultado em 30 de novembro de 2024
166. ↑  ANTAQ 2022, p. 32, 62.
167. ↑  CEMBRA 2022, cap. VIII, p. 10.
168. ↑  Nóbrega 2008, p. 10-11.
169. ↑  Silva 2010, p. 96.
170. ↑  CEMBRA 2022, cap. X, p. 18, 23-24.
171. ↑  Silva 2010, p. 101.
172. ↑  «Indústria naval recupera empregos, mostra a Firjan». Diário do Porto. 20 de agosto de 2024. Consultado em 29 de novembro de 2024
173. ↑  CEMBRA 2022, cap. X, p. 2-12.
174. ↑  CEMBRA 2022, cap. VIII, p. 7-10.
175. ↑  Weiss 2018.
176. 1 2  «Com R$ 12,6 bilhões do PIB do país, náutica pode crescer em 20 vezes». Monitor Mercantil. 8 de março de 2024. Consultado em 30 de novembro de 2024
177. ↑  CEMBRA 2022, cap. XIII, p. 8-9.
178. ↑  Silva 2017, p. 28.
179. ↑  Figueirôa 2014, p. 180, 183.
180. ↑  Ventura 2020, p. 270.
181. ↑  Serafim 2005, p. 144.
182. ↑  Maia 2020, p. 125.
183. ↑  «Crude oil including lease condensate production 2023». U.S. Energy Information Administration. Consultado em 28 de dezembro de 2024
184. ↑  Oliveira, João José (20 de maio de 2022). «Brasil é autossuficiente, mas importa petróleo porque não faz refinarias». UOL Economia. Consultado em 15 de dezembro de 2024
185. ↑  Gragnani, Juliana (6 de novembro de 2019). «Por que Brasil importa petróleo se é 'autossuficiente'?». Consultado em 24 de novembro de 2024
186. ↑  CEMBRA 2022, cap. V, p. 11-12.
187. ↑  Figueirôa 2014, p. 37-38.
188. ↑  CEMBRA 2022, cap. V, p. 31-33.
189. ↑  Maia 2020, p. 131-132.
190. ↑  Castro et al. 2017, p. 18-20.
191. ↑  CEMBRA 2022, cap. IV, p. 5, 10-11.
192. ↑  Castro et al. 2017, p. 19-20.
193. ↑  International Bank for Reconstruction and Development/The World Bank (2024). «Cenários para o desenvolvimento de eólica offshore no Brasil» (PDF). Ministério de Minas e Energia. Consultado em 24 de novembro de 2024. p. 9, 11, 15, 18.
194. ↑  «Matriz elétrica brasileira alcança 200 GW». Agência Nacional de Energia Elétrica. 7 de março de 2024. Consultado em 25 de novembro de 2024
195. ↑  CEMBRA 2022, cap. VI, p. 2.
196. 1 2 3 4  «Fishery and Aquaculture Country Profiles. Brazil, 2020. Country Profile Fact Sheets». FAO Fisheries and Aquaculture Division. 2024. Consultado em 24 de novembro de 2024
197. ↑  FAO 2024, p. 210.
198. ↑  CEMBRA 2022, cap. VI, p. 3.
199. ↑  Castro et al. 2017, p. 13-14.
200. ↑  Serafim 2007, p. 29-30, 41.
201. ↑  «Brasil conhecerá mais o seu mar até o fim de 2005». Ministério do Meio Ambiente e Mudança do Clima. 2 de maio de 2005. Consultado em 4 de dezembro de 2024
202. ↑  «Fishery and Aquaculture Country Profiles. Brazil, 2019. Country Profile Fact Sheets». FAO Fisheries and Aquaculture Division. Setembro de 2019. Consultado em 24 de novembro de 2024. p. 9.
203. ↑  Serafim 2007, p. 38-39.
204. ↑  Sumida, Bernardino & De Léo 2020, p. 243-244.
205. ↑  Serafim 2007, p. 35, 40.
206. ↑  Castro et al. 2017, p. 13.
207. ↑  Ribeiro, Anna Julia dos Santos; Martins, Lohane Rodrigues (1 de julho de 2023). «O Mar como um tesouro econômico: A pesca e seu impacto vital na economia». Centro de Estudos da Economia do Mar da Universidade Federal Rural do Rio de Janeiro. Consultado em 24 de novembro de 2024
208. ↑  Sumida, Bernardino & De Léo 2020, p. 230-231, 244.
209. ↑  Magris et al. 2021, p. 203-204.
210. ↑  CEMBRA 2022, cap. XII, p. 2, 13, 30.
211. ↑  Andrade et al. 2022, p. 33.
212. ↑  CEMBRA 2022, cap. XVII, p. 21.
213. ↑  Ventura 2020, p. 263-264, 365.
214. 1 2 3  Escobar, Herton (6 de novembro de 2020). «Um novo mapa para a conservação marinha no Brasil». Jornal da USP. Consultado em 3 de dezembro de 2024
215. ↑  Silva 2019, p. 105, 109.
216. ↑  Magris et al. 2021, p. 199-200, 212.
217. ↑  Andrade 2009, p. 14.
218. ↑  Andrade & Franco 2018, p. 152.
219. ↑  Lopes, Roberto (9 de abril de 2018). «Falta de Guarda Costeira obriga MB 'dual' a apoiar polícia anti-pirataria». Poder Naval. Consultado em 5 de dezembro de 2024
220. ↑  Freitas 2008, p. 60.
221. ↑  Freitas 2008, p. 82-83.
222. ↑  Salles & Galante 2023, p. 34-35.
223. ↑  Assumpção 2018, p. 45.
224. ↑  Zanella 2018, p. 2836.
225. ↑  Marreiro 2021, p. 117-118.
226. ↑  CEMBRA 2022, cap. II, p. 28.
227. ↑  Ventura 2020, p. 282.
228. ↑  Silva 2017, p. 25-26.
229. ↑  Abdenur & Souza 2013, p. 5-6.